# Herrenpelz

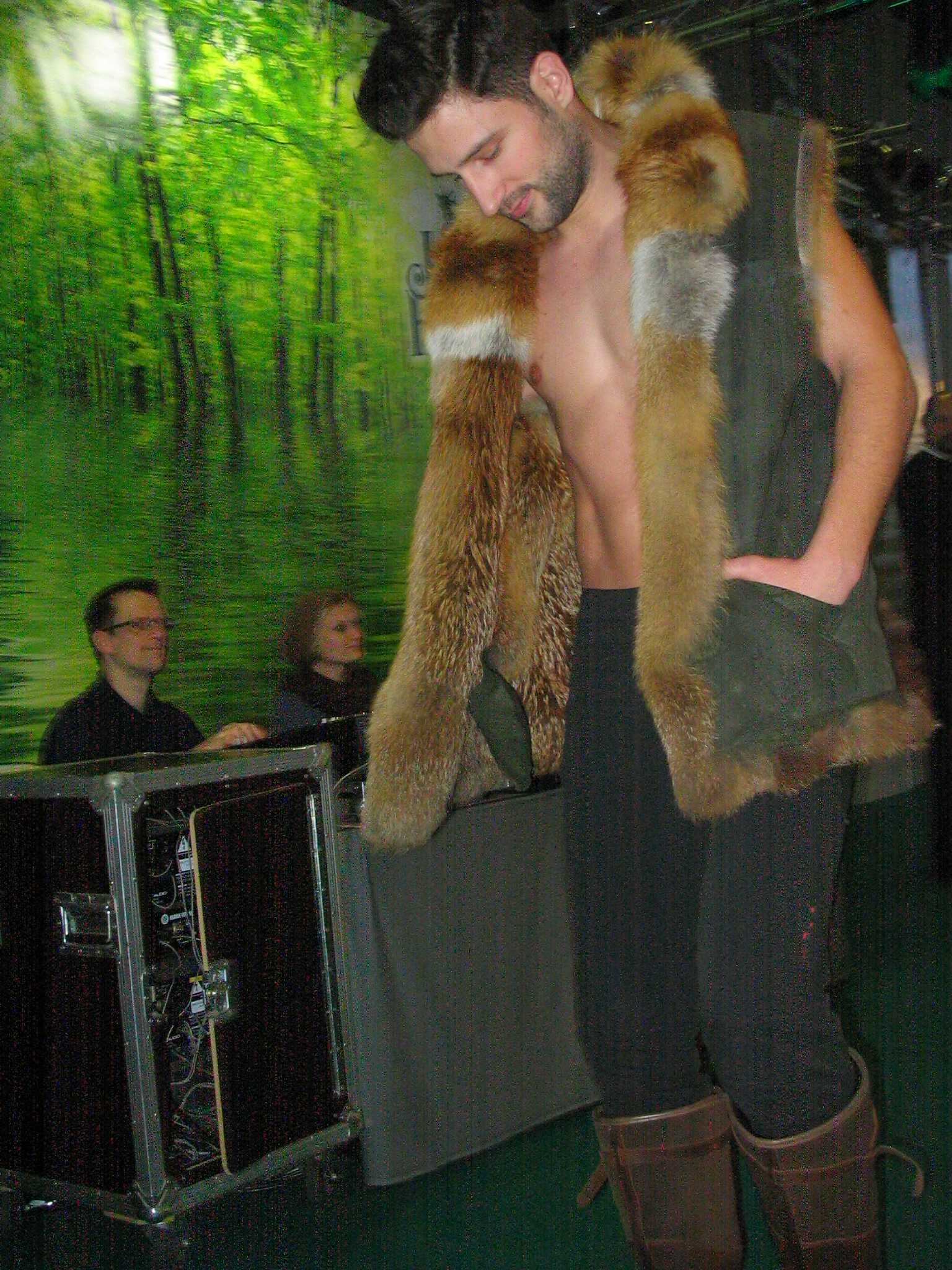
Rotfuchs-Wendeweste (2013)

Mit Herrenpelz oder Männerpelz ist heute meist ein Fellmantel oder eine Felljacke für Männer gemeint, die mit dem Haar nach außen getragen werden. Der Begriff umfasst eigentlich auch die pelzgefütterte Stoffoberbekleidung für Männer, wie beispielsweise den historischen Gehpelz (Stadtpelz), den Chauffeurpelz, den Reisepelz und den Uniformpelz sowie die meist mit der Lederseite nach außen getragenen Nacktpelze, letztere heute als Velours- oder Nappapelze bezeichnet.

## Allgemein
Die Mode hat den Herrenpelz zu verschiedenen Zeiten unterschiedlich stark begünstigt. Herrenpelze waren jedoch seit dem Aufkommen einer Pelzmode, bei der Fell nicht nur als Kragen, Manschetten oder sonstigem Besatz sichtbar ist, sondern die Außenseite ganz das Fell zeigt, bereits immer weniger häufig als Damenpelze. Was allein schon daran sichtbar ist, dass inzwischen unter einem „Pelz“ eigentlich immer zuerst an einen Frauenpelz gedacht wird, der Begriff Damenpelz wird nur selten gebraucht.

## Geschichte
Pelzumhüllungen dürften vermutlich die ersten wärmenden Kleidungsstücke für Männer sowie für Frauen gewesen sein, fielen sie doch bei der Fleischjagd auf behaarte Tiere mit an. Wie man von den Naturvölkern her schließen kann, war der Männerpelz neben Aufgabe als Kälteschutz immer auch Statusanzeiger, das umgehängte Raubtierfell macht den mutigen und erfolgreichen Jäger kenntlich. Diese Art der Auszeichnung setzt sich fort in den Kulturen des Altertums, das Fell des Nemeischen Löwen ist das Attribut des Herakles, chinesische Herrscher saßen jahrhundertelang auf einem mit einem Tigerfell bedeckten Thron. An der männlichen Pelzbekleidung konnte man Stand und Würde, zumindest aber den Wohlstand ihres Trägers ablesen. Die Landbevölkerung trug vor allem Schaffell und Ziegenfell, die einfache Stadtbevölkerung konnte sich eventuell Pelzfutter heimischer Wildtiere leisten. Der gehobene Bürgerstand des Mittelalters kleidete sich vorzüglich in eine wertvolle mardergefütterte oder mit importierten Fellen ausgefütterte und besetzte Schaube, die sommers wie winters getragen wurde. Dem Adel und dem oberen Klerus waren zeitweilig per Kleiderordnung bestimmte Pelzarten vorbehalten, das galt vor allem für das königliche Hermelin.

### Außenpelz
Als in dem überaus strengen Winter von 1808/1809 in Paris die ersten Herrenpelze mit dem Fell nach außen aufkamen, wurden ihre Träger wegen der Ungewöhnlichkeit dieser Kleidungsstücke noch auf der Straße belästigt.

#### Ende 19. Jahrhundert bis 1945
Nach Napoleons missglücktem Winterfeldzug von 1814 war der Außenpelz als langer Mantel für kurze Zeit in Mode gekommen, um dann als Pelzfutter eines Reisemantels wieder nach innen zu verschwinden. Das „Pelzlexikon“ aus dem Jahr 1950 vermerkte unter dem Stichwort „Napoleon-Pelzmantel“, dass sich in dem bayerischen Landstädtchen Traunstein im Besitz einer alteingesessenen Handwerkerfamilie ein Pelzmantel befand, den Napoleon bei seinem Rückzug aus Russland getragen haben soll. Den mit Löwenfell gefütterten Mantel hatte demnach der als Bauer verkleidete Kaiser nach der Flucht dem bayrischen Kürassier Sepp Huber geschenkt, der die Stabswache bei ihm bezogen hatte. Der Mantel sollte bei dem Sattlermeister Huber, einem Großneffen des Kürassiers, noch zu sehen sein. Der Außenbesatz bestand aus schwarzem Tuch.
Ein regelrechter Modepelz für Männer trat wohl erst um 1900 mit dem Gebrauch des Automobils in Erscheinung, obwohl er eigentlich auch nur eine Fortführung der bisherigen Schlitten-, Kutschen- und Reisepelze war. Die Automobilistenpelze waren anfangs meist bodenlang, später hatten sie häufiger auch Paletotlänge. Ganz besonders auftragende, kräftige Fellarten wurden bevorzugt, sie standen in der Tradition der sogenannten „Wildschur“. Die auffallenden, mächtigen Mäntel wärmten in den anfangs offenen und lange Zeit noch unbeheizten Fahrzeugen nicht nur, sondern sie repräsentierten auch den stolzen Besitzer dieser neuen Errungenschaft. Die häufigst verwendeten Pelzarten waren Schaffelle und Waschbärfelle, seltener Wolfsfell und gelegentlich sogar Felle von Großbären. Daraus entwickelte sich in den 1920/30er Jahren in den USA eine Mode wohlhabender Collegestudenten, speziell als Waschbär-Kurzmantel (raccoon-coat-collegiate fashion). Er galt als Statussymbol; „der Riesenmantel aus ‚raccoon‘, der die Botschaft »Angehörigkeit zu einem berühmten College« enthalten hatte, war nun in den allgemeinen Gebrauch getreten, in der ‚strengen Winterversion‘ der sportlichen Oberbekleidung“. Nach ihm endete weitgehend für einige Zeit eine Modeepoche für langhaarige Männerpelze überhaupt.

Waschbär-Herrenpelze
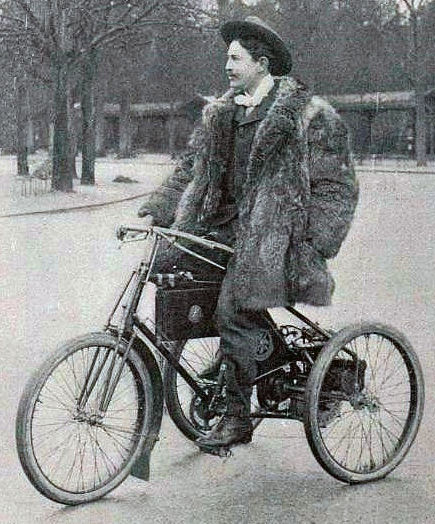
Henri Fournier (Frankreich, 1898)
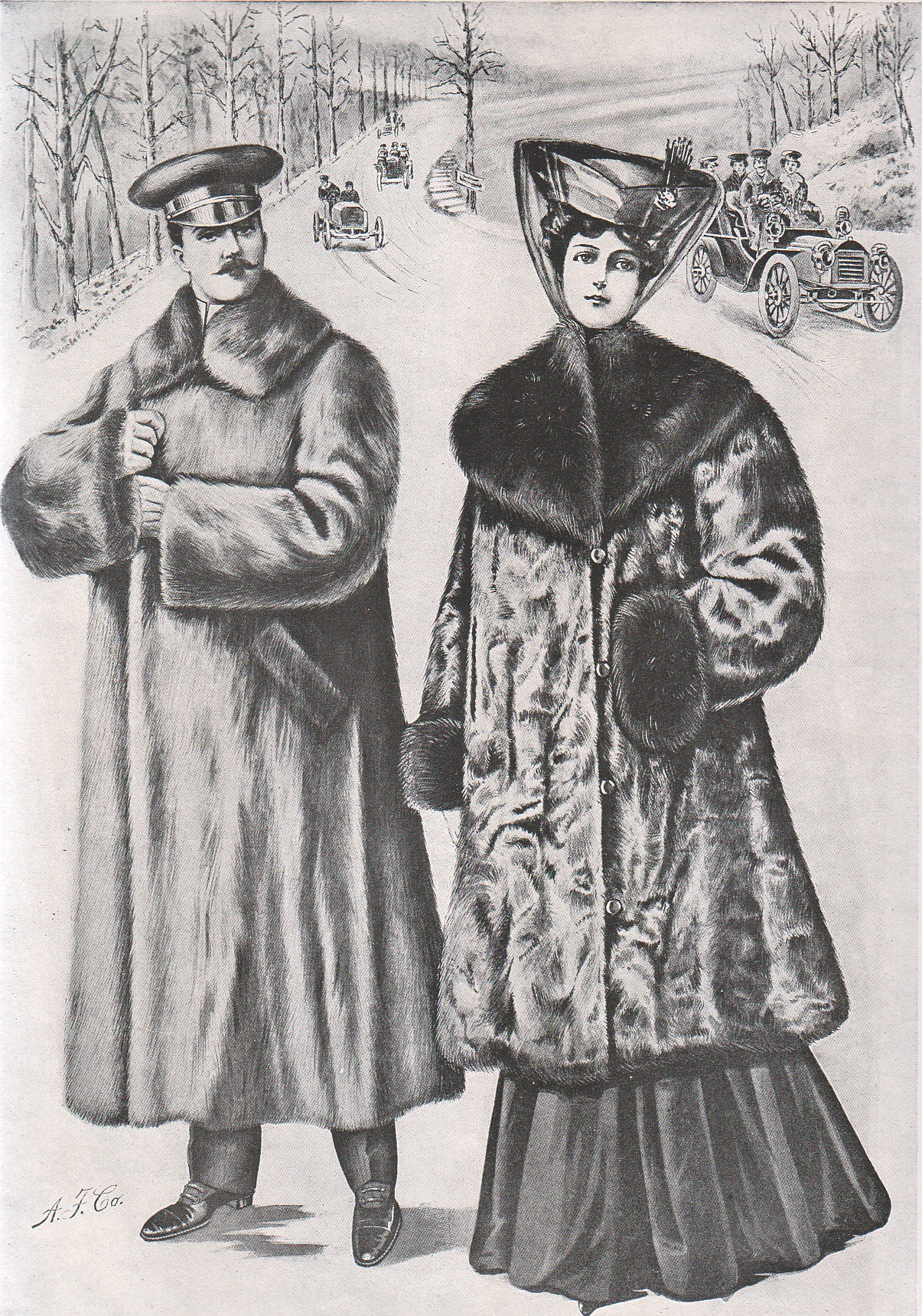
Automobilistenmäntel (USA, 1904)
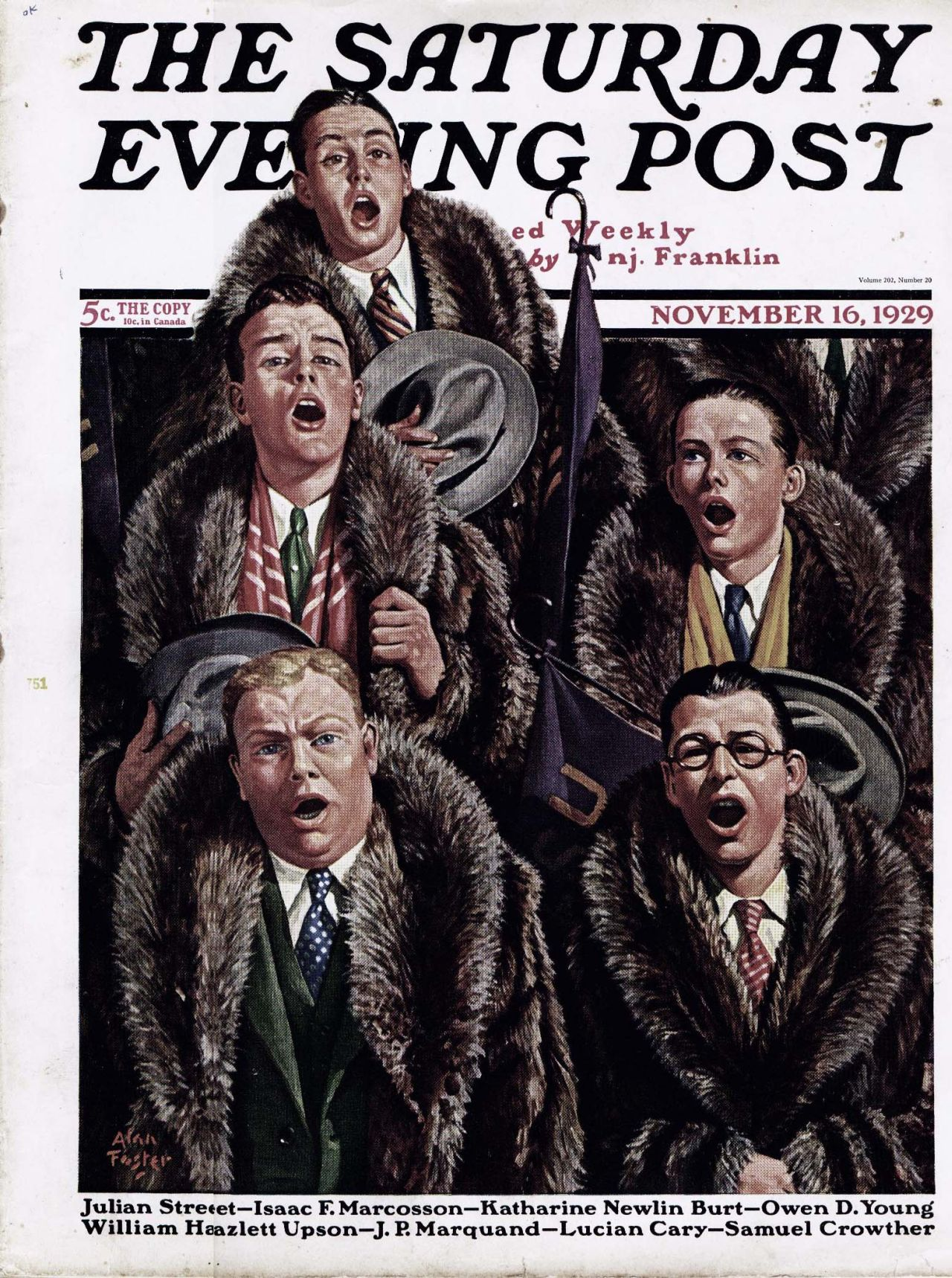
Titelseite der Saturday Evening Post (USA, 1929)
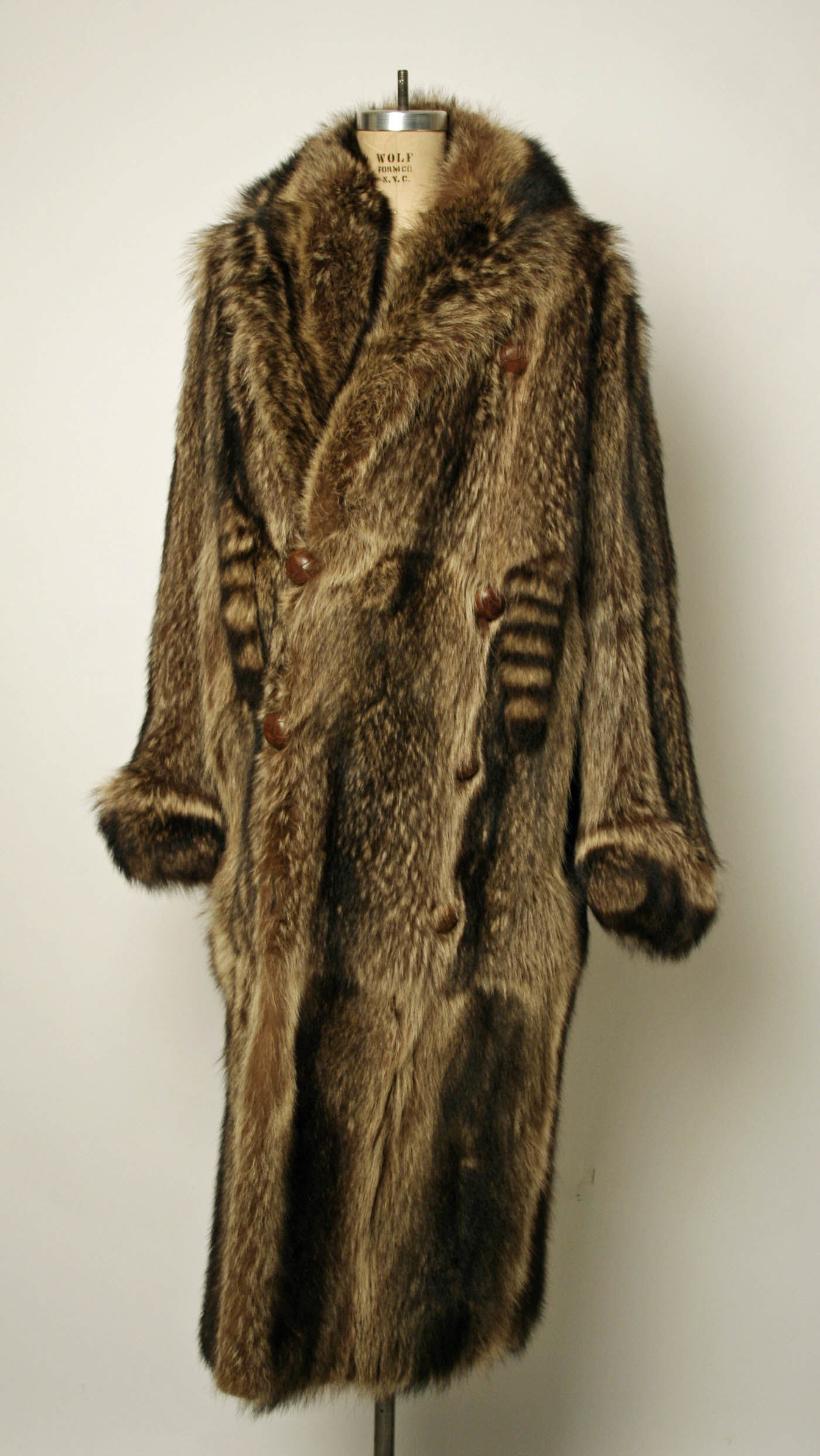
Metropolitan Museum of Art (1931)
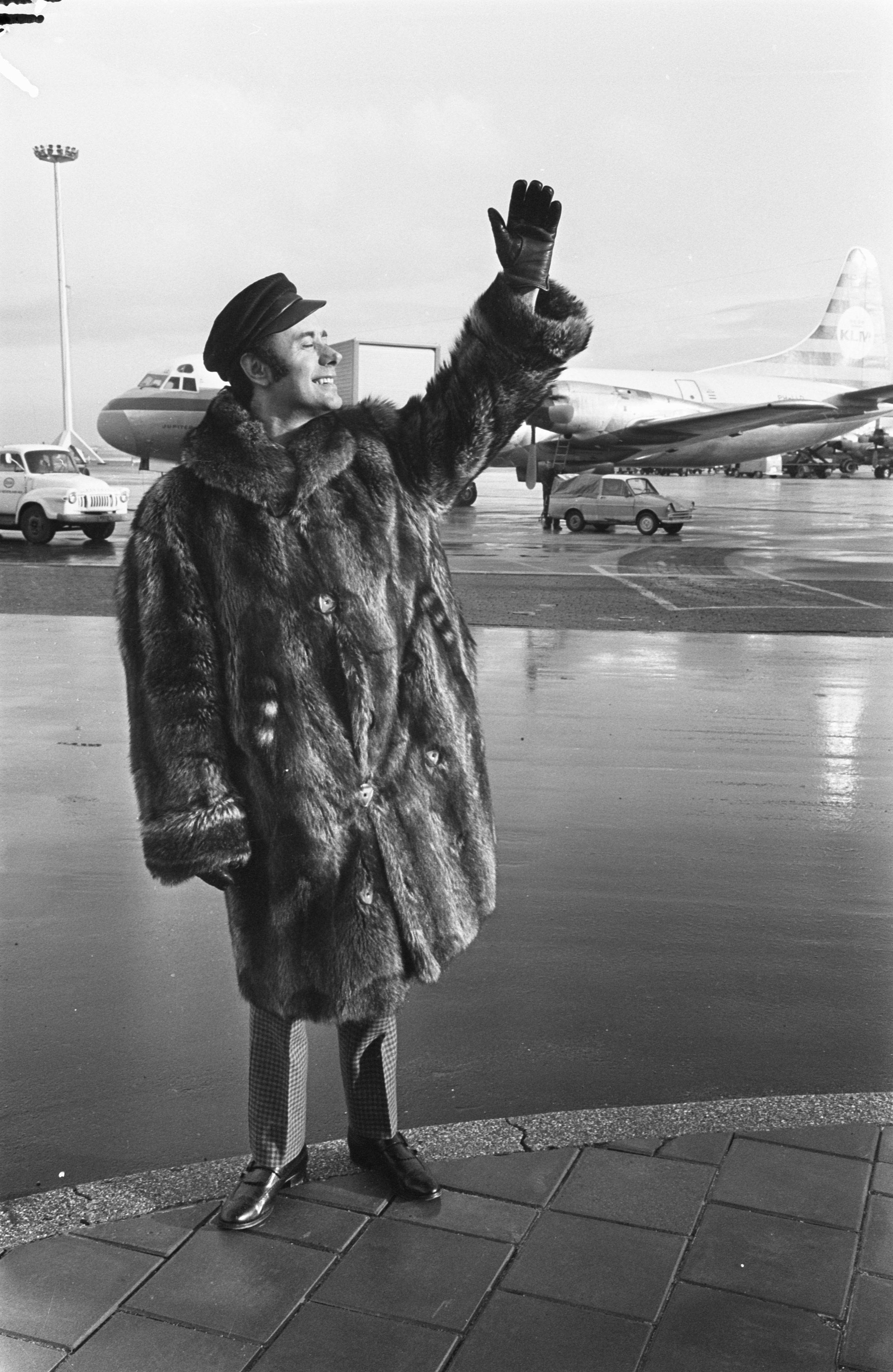
(Niederlande, etwa 1967)

Die italienische Modeschriftstellerin Anna Municchi meinte, dass nach dem Erscheinen und der Explosion der Mode des so unförmigen Automantels, von dem man annehmen müsste, „dass der so angezogene Fahrer für jede andere Situation absolut inakzeptabel war“, in der Pelz-Männermode jetzt alles erlaubt war. Im Jahr 1902 erschien als letzte Neuigkeit ein Sportpaletot aus Seehundfell, mit kurzem, schwarz glänzendem Haar, mit Stoff gefüttert und Besätzen aus Australisch Opossum, und, wenn gewünscht, auch Gamaschen. Eine Alternative war der sportliche Pelz, auch für Jäger und Alpinisten empfehlenswert aus hell- oder dunkelgrauem Stoff und mit Lammpelz, Bär oder Nutria. Es kamen die ersten Wendemäntel auf, meist aus kurzhaarigerem Fell, so dass man den Pelz auch etwas unauffälliger außerhalb des Autos tragen konnte.
Das berühmte amerikanische Kaufhaus Sears bot seit Anfang des 20. Jahrhunderts Mäntel aus Fellen der Gallowayrinder an. Ein wesentliches Merkmal der Galloways ist ihr doppelschichtiges Fell mit langem, gewelltem Deckhaar und feinem, dichtem Unterhaar. Es waren zweireihige Mäntel aus Rinds- oder Kalbfellen mit großem warmen Schulterkragen, die in den 1920er bis 1930er Jahren in den USA viel getragen wurden. Im Jahr 1931 bot Sears Galloway-Pelze für etwas mehr als das Doppelte eines traditionellen Chesterfield an. Sie hatten ein langhaariges Fell, waren mit Baumrinde gegerbt und „stinken auch wenn sie naß werden nicht“.

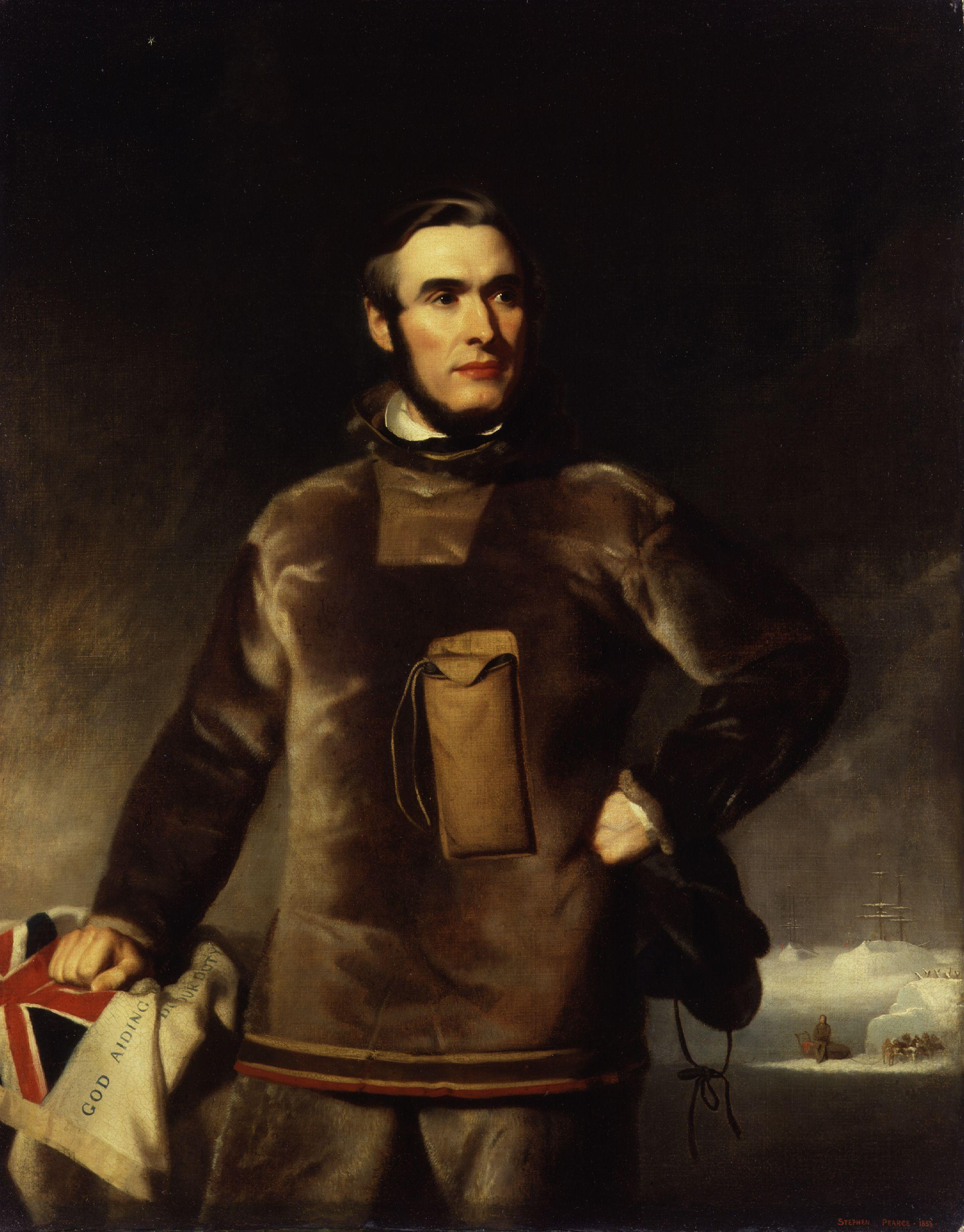
Walfänger William Penny im Seehundfell-Hemd (1853)
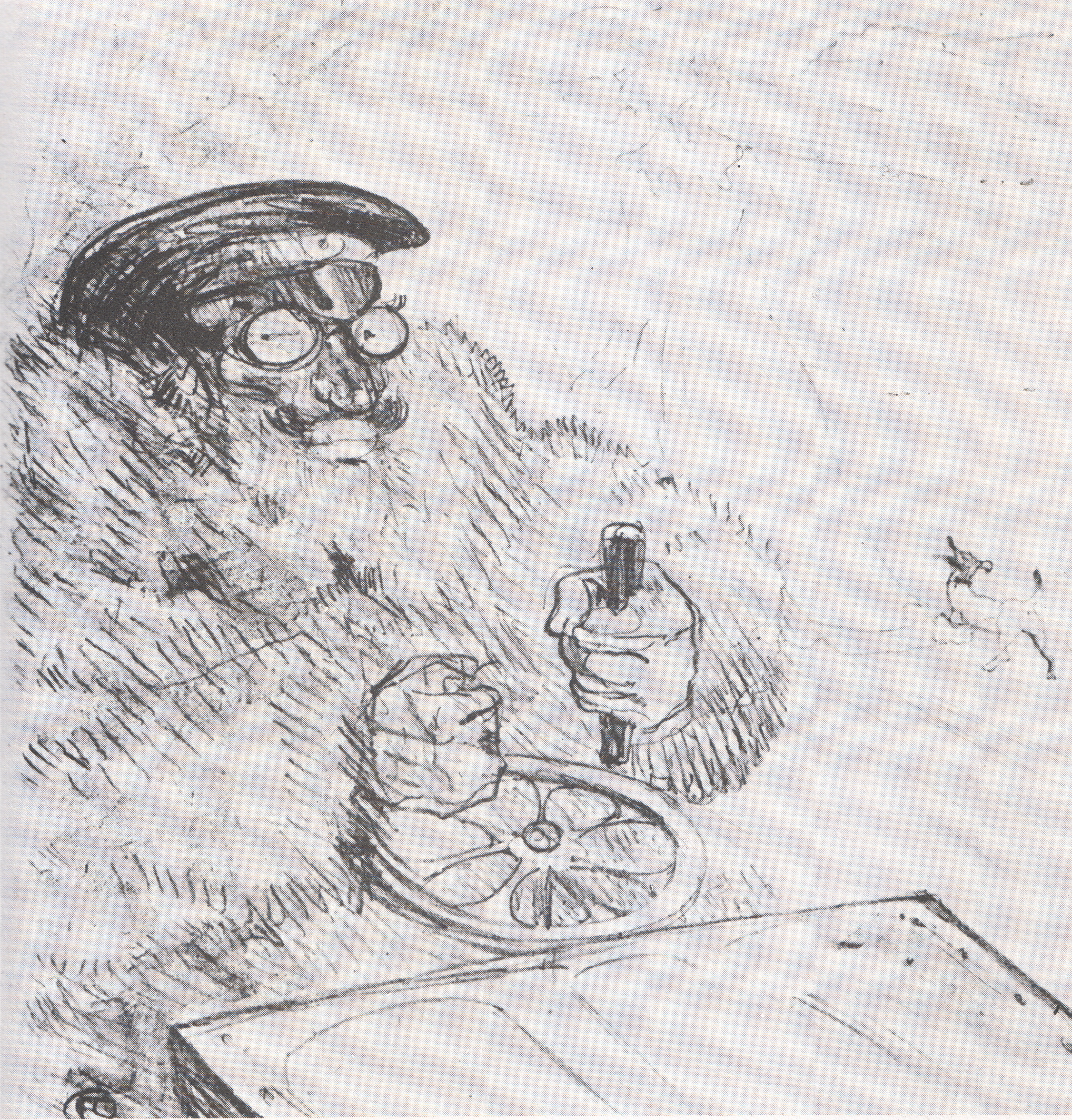
„L’automobiliste“ (Henri Toulouse-Lautrec, 1864–1901)
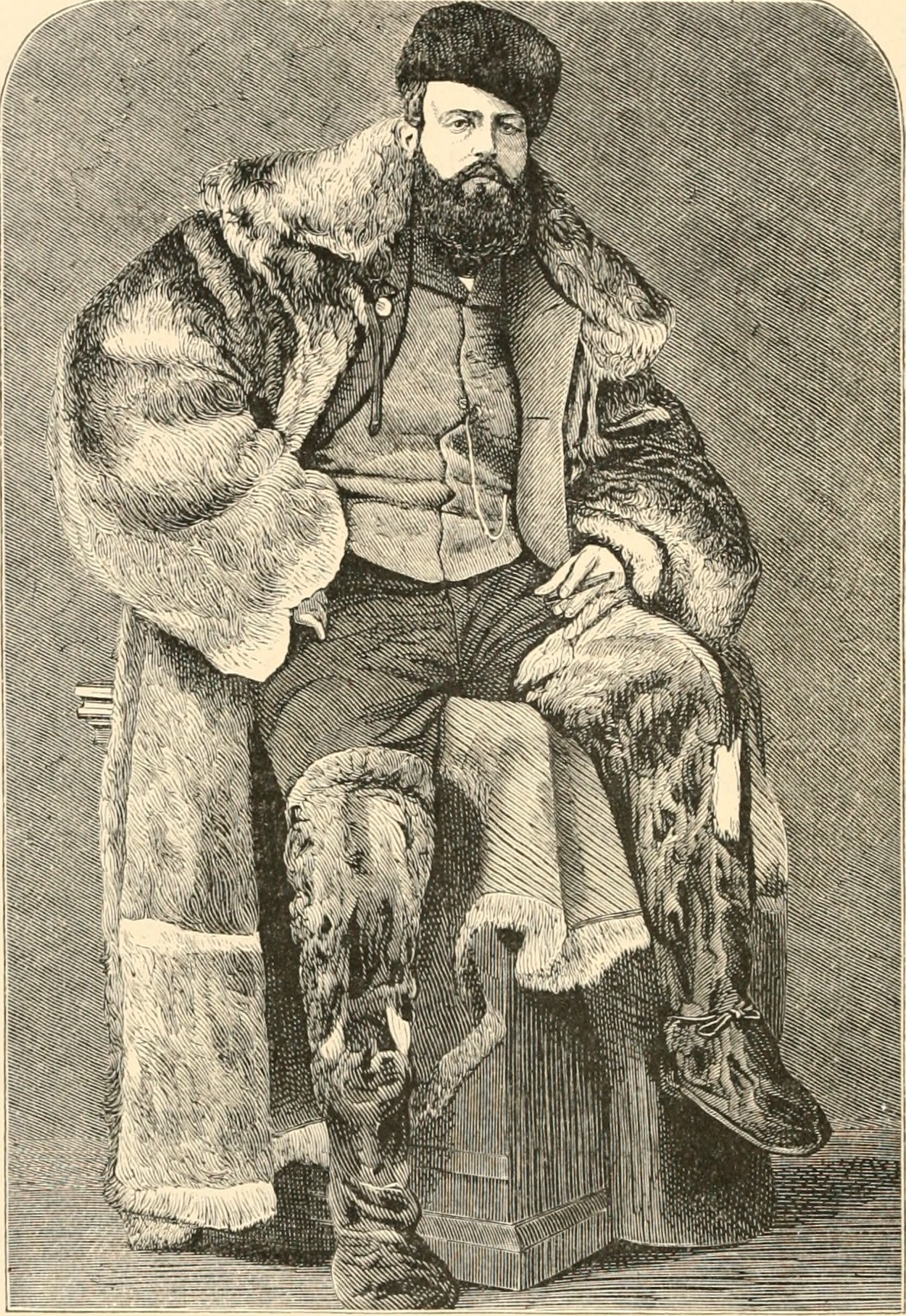
Rentierfell-Mantel (Russland, 1886)
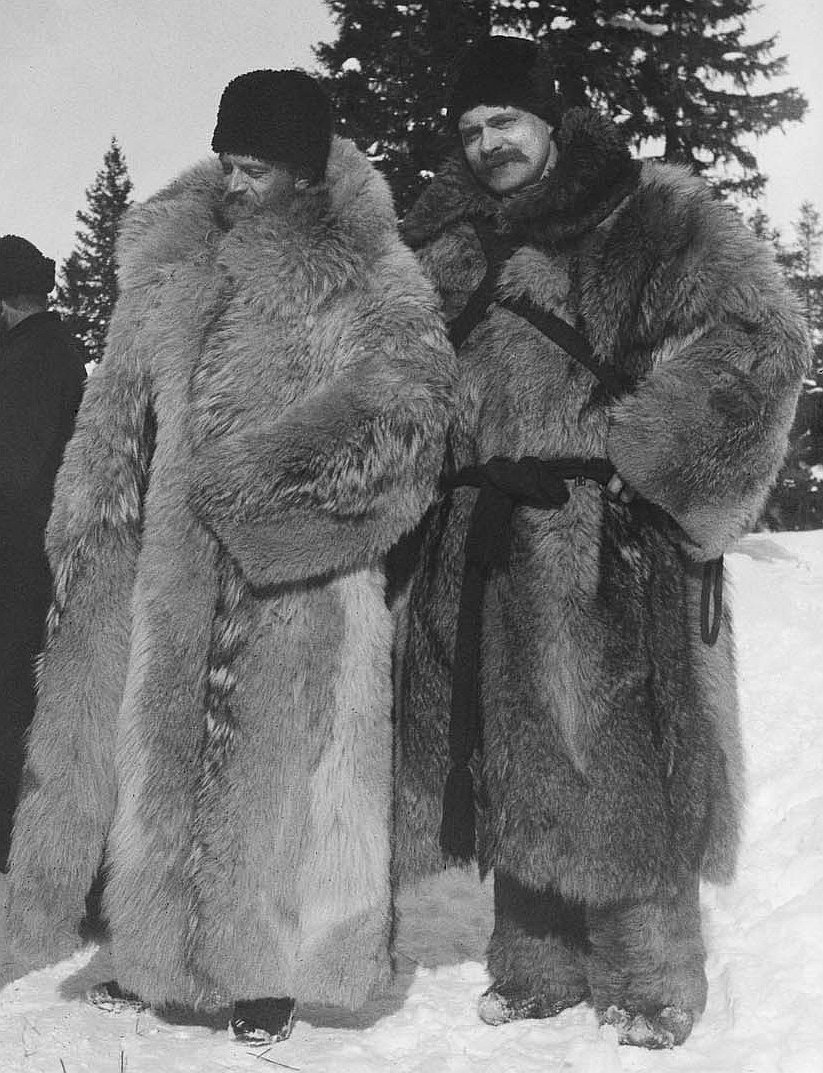
Zwei Wolfsmäntel (Schweden, 1897)
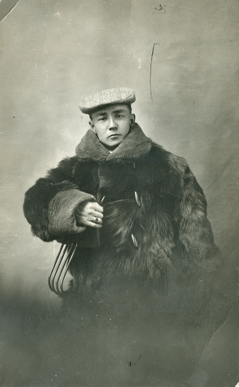
Fotograf Frank S. Matsura (Amerika, 1904)
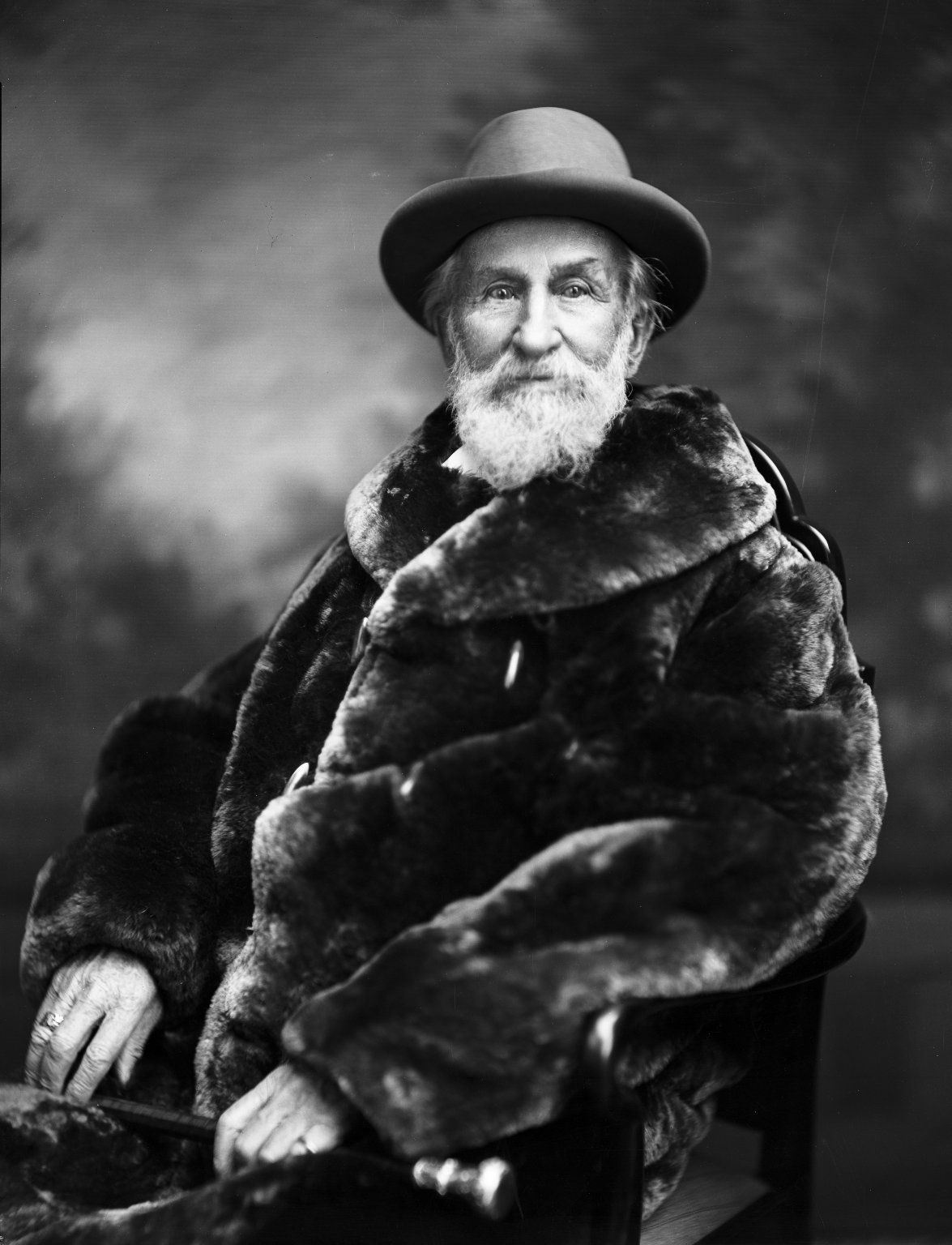
Frontiersman N. K. Boswell (1919)
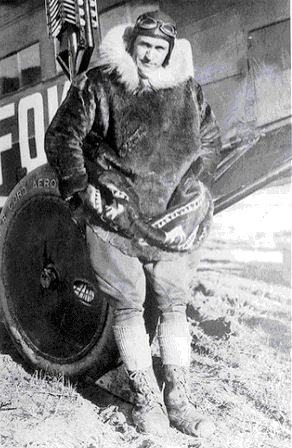
Antarktisflieger Carl Ben Eielson (1929)

#### Nach 1945
Nach dem Zweiten Weltkrieg war der Mantel aus Waschbärfell für beide Geschlechter allgemein verbreitet. General Mac Arthur, Kommandant der 42. amerikanischen Division, hat ihn, doppelreihig mit großen Knöpfen, auf einem seiner bekanntesten Fotos getragen. Im allgemeinen Gebrauch waren inzwischen die mit dem Haar nach innen zu tragenden Nappa- und Velourslammpelze, manchmal als Wender gearbeitet. Aus der bis Ende 1930 vom Militär genutzten Winterkleidung, entwickelte sich der Shearling, der Pelz aus Fellen bereits einmal geschorener Schafe, jetzt stark regional unterschiedlich. In England wurde er mit allen Besonderheiten einer einfach geschnittenen, einreihigen Tweedjacke angeboten. In Nordeuropa war er etwas länger und hatte oft eine gesteppte Passe. In Amerika gab es ihn in Knielänge als Zweireiher.
Anfang der 1950er Jahre war ansonsten der Herren-Außenpelz weitgehend in Vergessenheit geraten. 1957 begannen erste größere Versuche, ihn wieder in die Mode einzuführen. Der angesehene Pariser Kürschner André Sauzaie trug zwecks Werbung einen Opossummantel. Ab Ende der 1960er Jahre nahmen führende Modedesigner neben den bisherigen Herren-Pelzfuttern und -Pelzbesätzen Außenpelze in ihre Kollektionen auf. Der Herrenausstatter Brioni zeigte 1969 einen knapp knielangen, auffälligen Doppelreiher aus Nutria mit leopardbedrucktem Fohlenfell. Wesentlich dezenter waren die Herrenpelze von Gaetano Savini, dem Mitbegründer von Brioni, er schlug im selben Jahr maßvolle Mäntel aus Sealfell vor. Bereits im nächsten Jahr wurde er jedoch bedeutend mutiger und ließ verschiedene Kombinationen mit Persianer vorführen. In den Filmen Anna Karenina und Die Brüder Karamasow wurden prachtvolle Wolfspelze gezeigt, entworfen von dem damals bedeutendsten Theaterschneider Umberto Tirelli.
Von 1967 an gehörte der Pelz zur selbstverständlichen Garderobe besonders modebewusster Männer gehobener Einkommen. In schneller Folge erscheinen innerhalb weniger Modesaisons Modelle für jeden Kleidungstyp, als Synthetikpelz und in fast allen Pelzarten auf den Laufstegen, eine Materialvorliebe ist nicht erkennbar. Brioni ließ den seriösen älteren Herren in einem grauen Persianerpaletot fotografieren, sowie bemüht sportlich hüpfend, einen Herrn in einem marineblauen Swakara-Kurzmantel. Pellegrini entwarf eine sportliche Nerzjacke, die er gegürtet abbilden ließ. Jole Veneziani kleidete den Herren in einen naturgefleckten Seehundmantel. Für ihre spätere Kollektion entwarf sie eine sehr diskrete, erlesene und gemäßigte Herren-Pelzgarderobe: Zweireiher aus Dark Nerz, rustikal ganzfellig verarbeitet oder aus braunem Otter. Givenchy entwarf die bizarre Kombination eines Mantels mit einer in Stiefeln endenden Hose, beides aus geflecktem Leopardkatzenfell. Giorgio Armani entwarf für Hitman einen Mantel aus Kaninfell. Eine amerikanische Autorin eines Buches über Pelze meinte schließlich, das Jahr 1977 als das Jahr des Männerpelzes ausgemacht zu haben.
In etlichen Kollektionen war auch beim Pelz der Trend zum Unisex erkennbar; den Entwürfen für die Frau wurden ähnliche Modelle des gleichen Felles für den Mann gegenübergestellt. Eine besonders bedeutende Rolle in der Pelzmode spielten zwei italienische Damen, die Geschwister Fendi, und mit ihnen bis in die Gegenwart der deutsche Modedesigner Karl Lagerfeld. Lagerfeld kleidete die Frau mit dem gleichen Pelz wie den Mann. Seine einfach geschnittenen Pelze im Kimonostil glichen sich tatsächlich. Um dies noch stärker zu betonen, gab es manchmal nicht einmal mehr unterschiedliche Verschlussarten, der Übertritt befand sich bei Frauen und Männern auf der gleichen Seite. Bald zeigten die Designer allgemein Pelze in betont sportlicher Form. Beim Trendmacher Fendi war es eine Reiterjacke mit Spitznutria, als Jagdjacke zusammen mit Nutriagamaschen. Außerdem Pilotenanzüge aus weißem Lammfell mit Nappalederbesätzen, Nerz- und Persianermäntel. Der luxuriöse Fendi-Herrenpelz war erfolgreich, sein Anteil nahm in jeder Kollektion zu. Viele Teile waren betont farbkräftig, manche gestreift oder aus weißem und sogar rotem Nerz. Neben den immer angebotenen Innenpelzen gab es Trapezjacken sowie als „Hemdjacken“ bezeichnete „prachtvolle Einzelstücke aus typisch sportlichen Materialien, die auch wegen ihren besonderen Farbspielen hervorzuheben sind“. Die bevorzugten Fellfarben wechselten von Saison zu Saison, von den verschiedenen Brauntönen zu Beige und Grün, die Fellarten vom Persianer bis zum Wiesel oder zwei Pelzsorten zusammen verarbeitet, ton in ton. Die lange Weste aus schwarzem Persianer griff das Thema Unisex auf, sie war „feierlich und bodenlang“. Lagerfeld, „der den Pelz immer sehr geliebt hat“, begann selbst Mäntel mit Pelzfutter zu tragen.
Municchi schrieb, wohl überspitzt, dass den Mann im Nerz, im Persianer oder im langhaarigen Tanuki kurz vor den 1970er Jahren die „Pelzkrankheit“ befallen hätte, und zwar so sehr, dass die Schneider wegen der Konkurrenz ernsthaft besorgt waren. Immerhin stellte ein Pelz eine so beachtliche Ausgabe dar, dass der Mann womöglich bei anderen Ausgaben zu Sparmaßnahmen griff. Sie nannte an aktuellen Pelzen Jacken aus Wolf und geschorenem Nutria sowie Uniformanzüge aus braunem Persianer von Pikenz, Abendmäntel, lang oder kurz aus Nutria, Murmel oder den immer noch gefeierten Otter, weiße Nerze und braune Persianer bei Nobilio; weißen Nerz bei Soldano sowie Maxi-Westen aus Vielfraß. Fabiani kleidete den Mann in schwarzen Breitschwanzpersianer, den Swakara aus Namibia. Die Konkurrenz kam nicht nur von den Kürschnern, die Kleidungsindustrie vermischte ihre Kollektionen, wie auch die Textildesigner, immer mehr mit Pelzteilen. Zu der Zeit wurde beim Herrenpelz alles gewagt, es war kaum vorstellbar, dass er aus der Mode einmal verschwinden könnte.
Mit ihren Pelzen auffällige Prominente waren in dieser Zeit neben anderen:
Der amerikanische Unterhalter Liberace, mit einem bodenlangen, mächtigen weißen Nerzmantel mit vier Volants (als „einer seiner bescheidensten Pelze bezeichnet“), oder einem ebenfalls üppigem, mit Weißfuchs verzierten Weihnachtscape.
Playboy Gunter Sachs im dunklen Nerzmantel oder im Wolfsmantel.
Der österreichische Filmschauspieler Helmut Berger im Wolfsmantel, auch mit Nerzmantel, Fellstiefeln und Fahrrad ins Bild gesetzt.
Der Fußballspieler Franz Beckenbauer mit einem langhaarigen Fuchsmantel.
Der US-amerikanische Rapper, Musikproduzent, Unternehmer, Schauspieler und Modedesigner Sean Combs ließ sich in einem weißen, eleganten, ausgelassen verarbeiteten Nerzmantel fotografieren, mit dem er eine unbekleidete Schönheit umfing.

Prominente Pelzträger
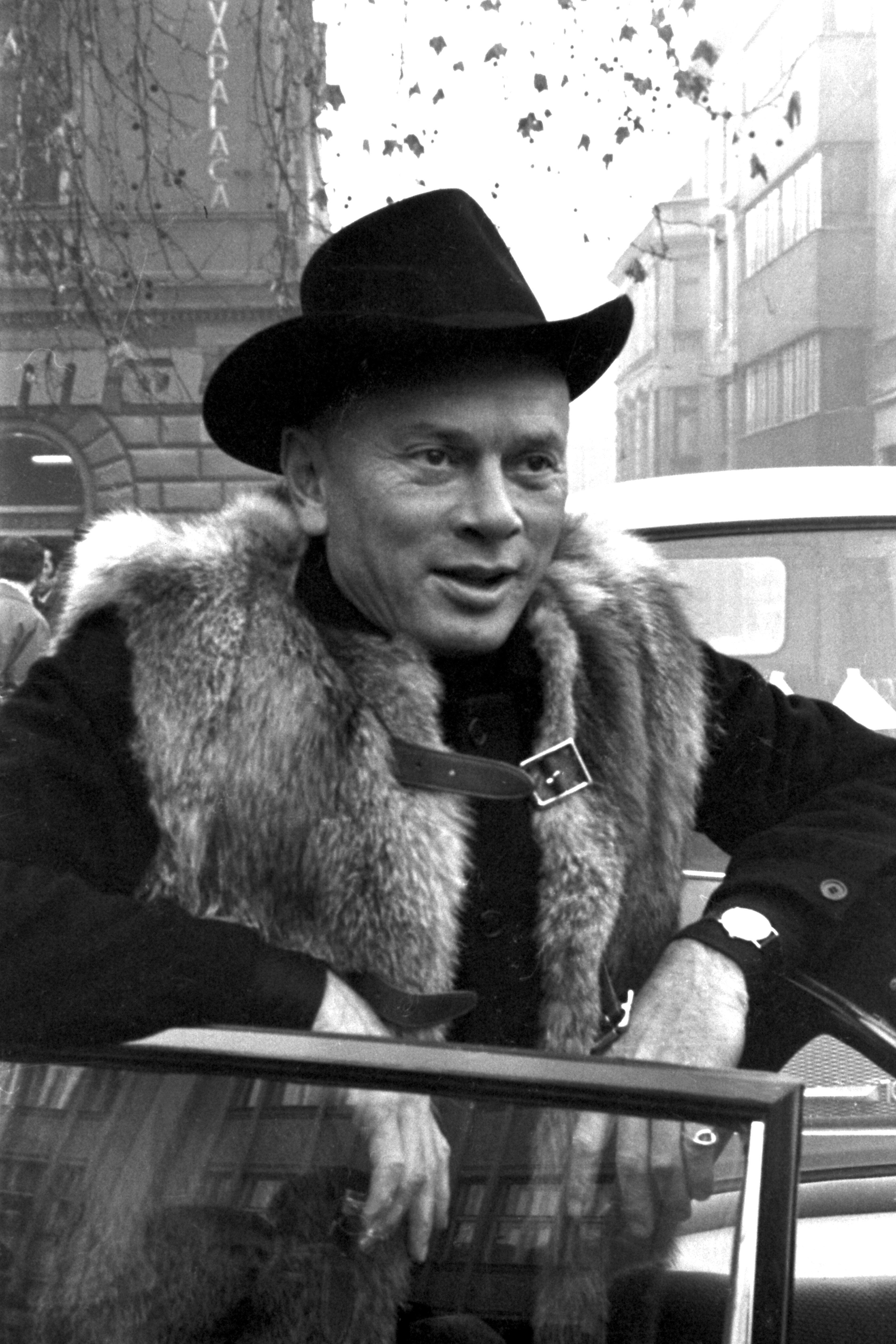
Schauspieler Yul Brynner (1969)
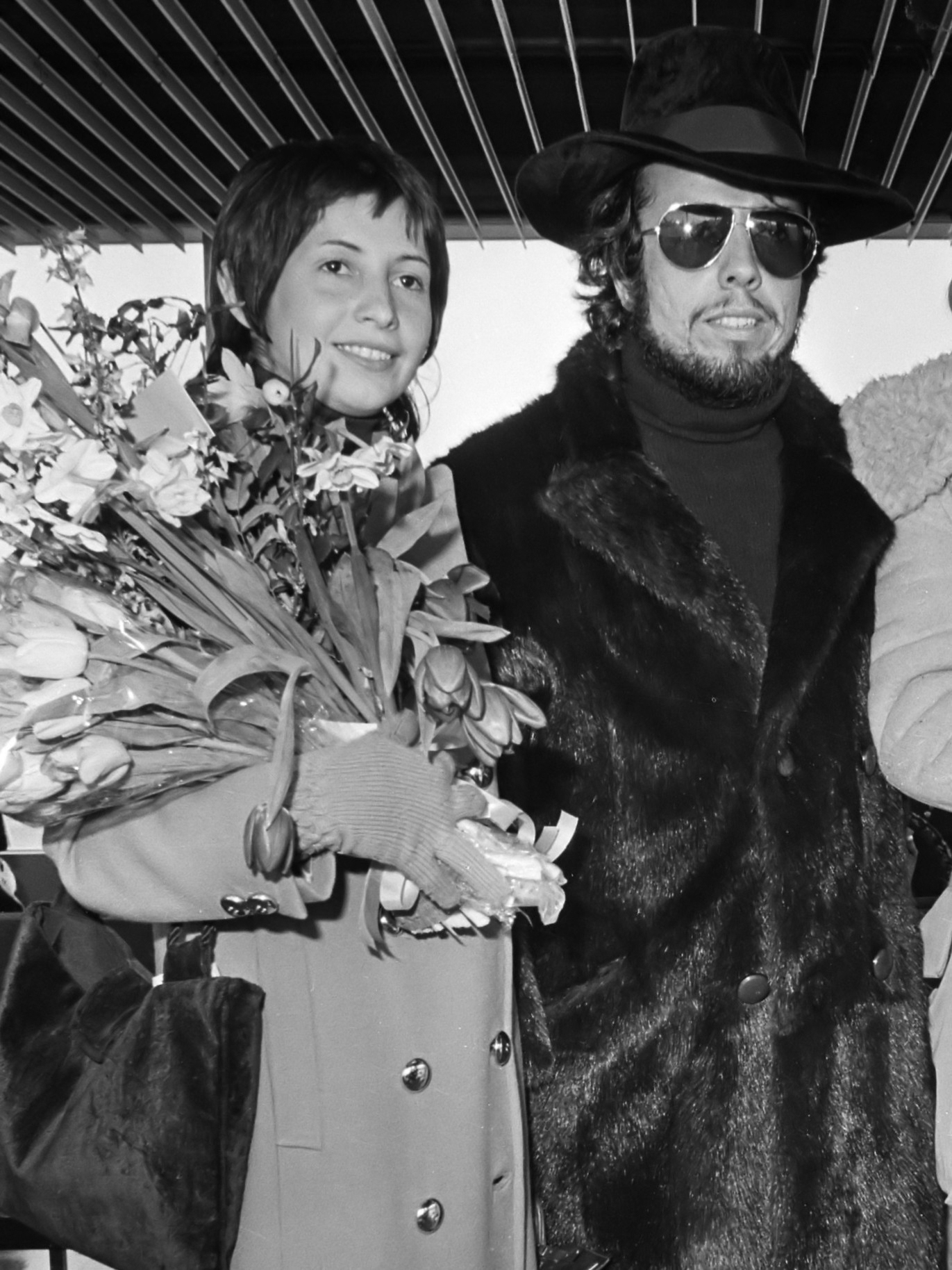
Sérgio Santos Mendes, brasilianischer Pianist, Komponist und Arrangeur (1971)
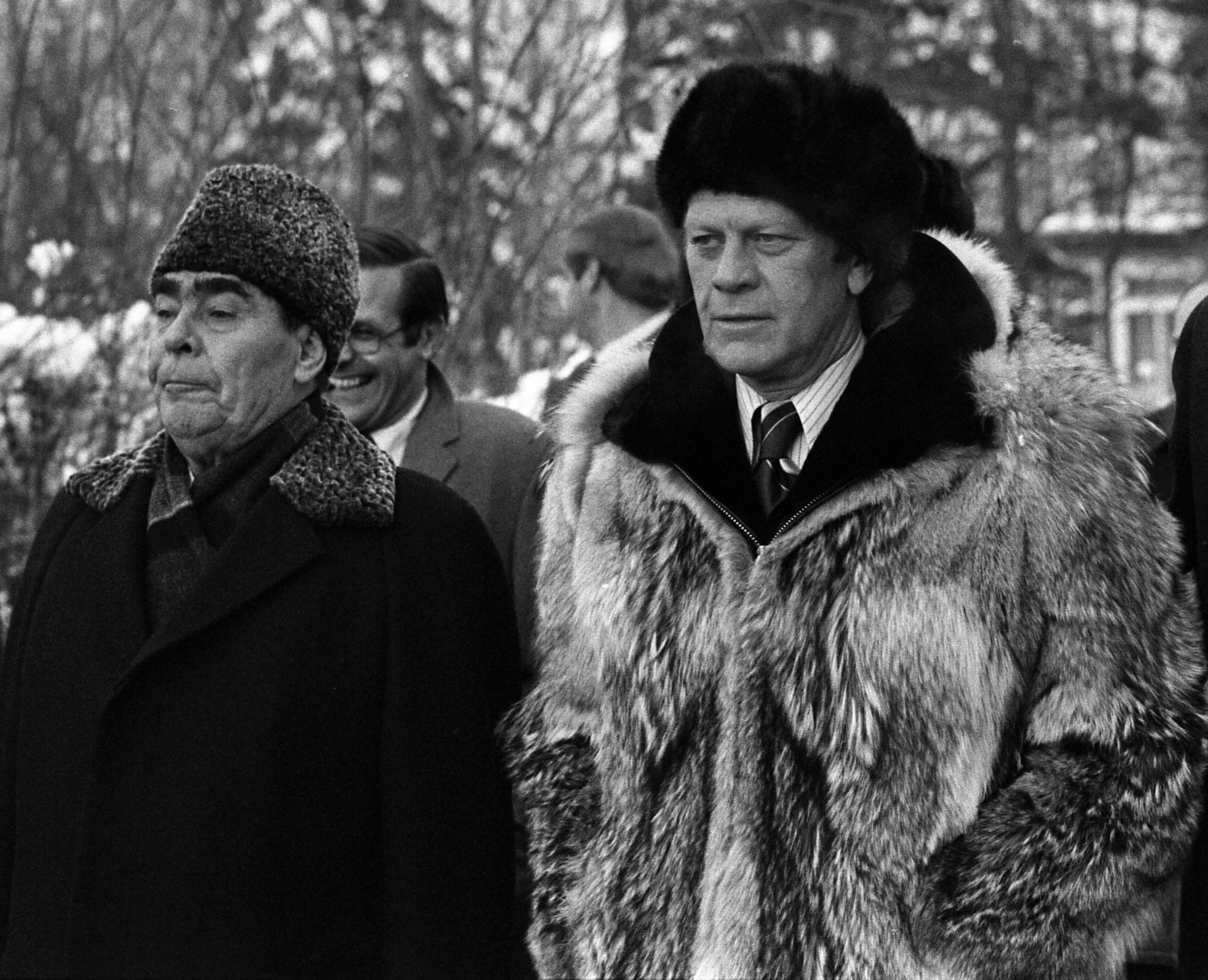
UdSSR-Staatschef Leonid Breschnew und US-Präsident Gerald Ford (1974)
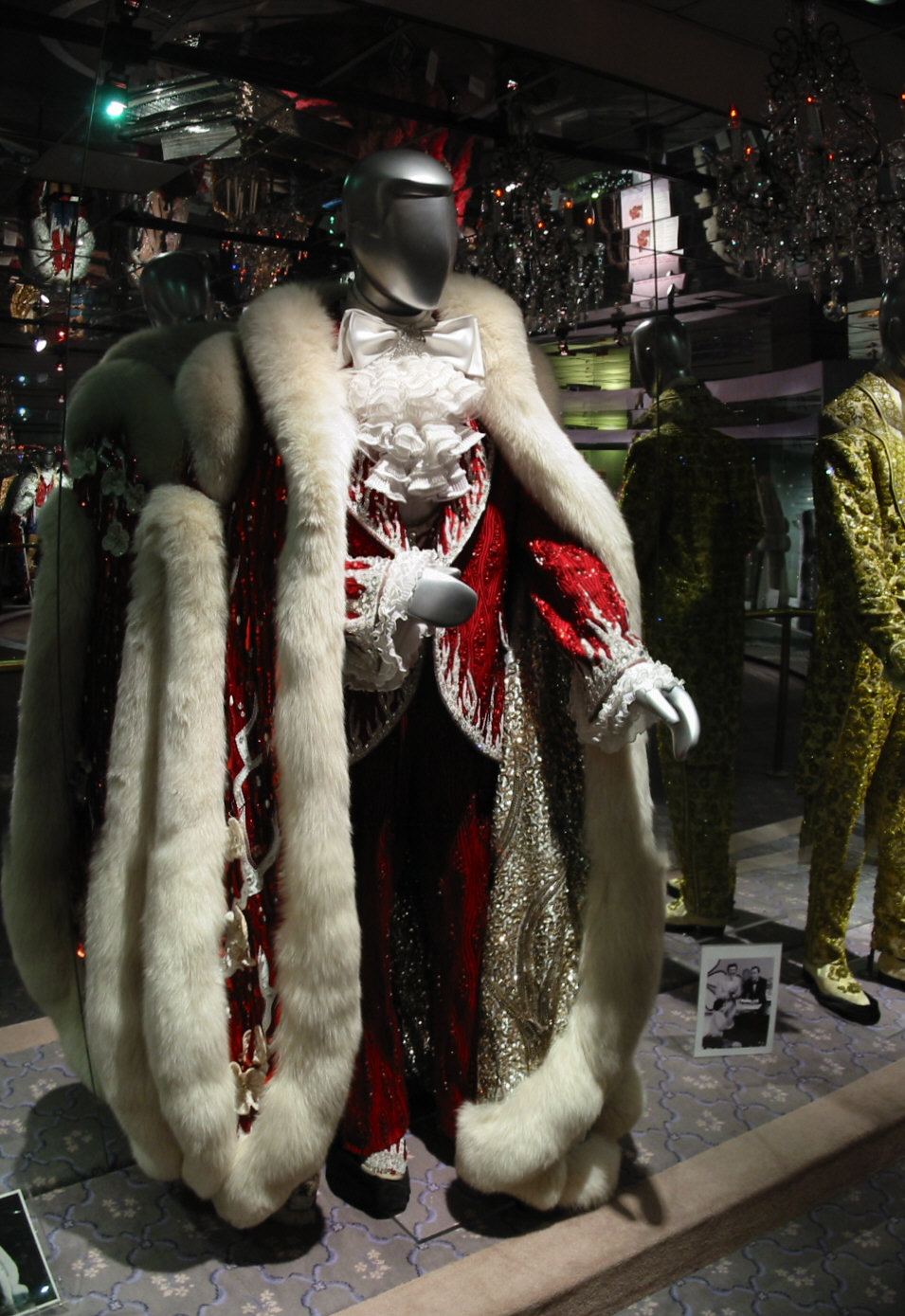
Liberace (getragen 1981)
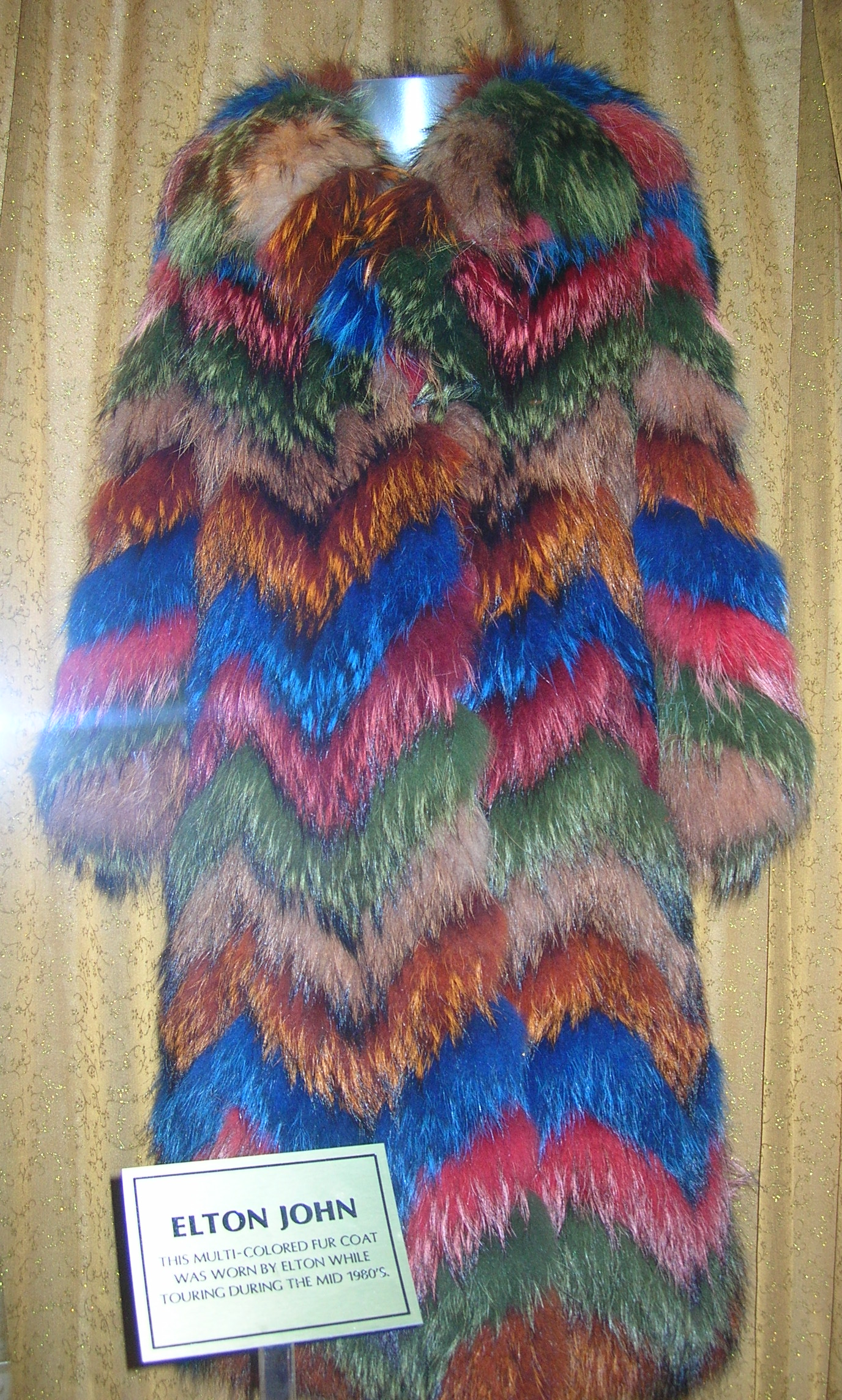
Elton John (getragen um 1985)
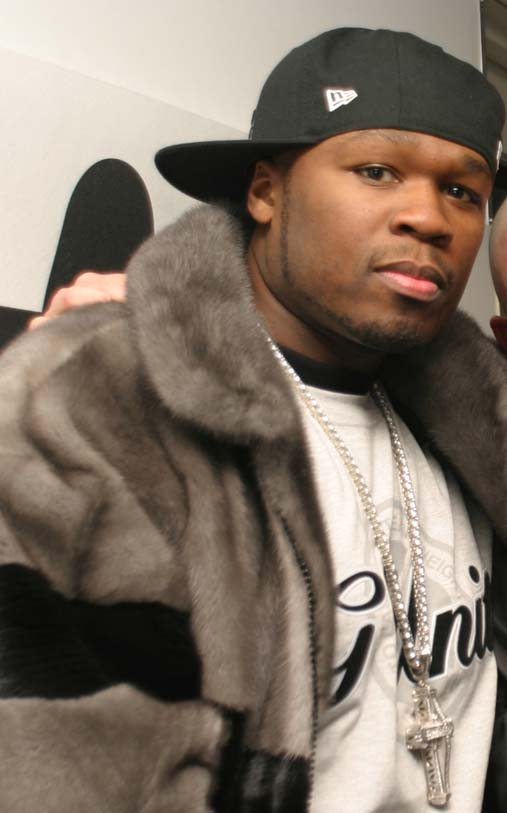
US-Gangsta-Rapper 50 Cent (2006)
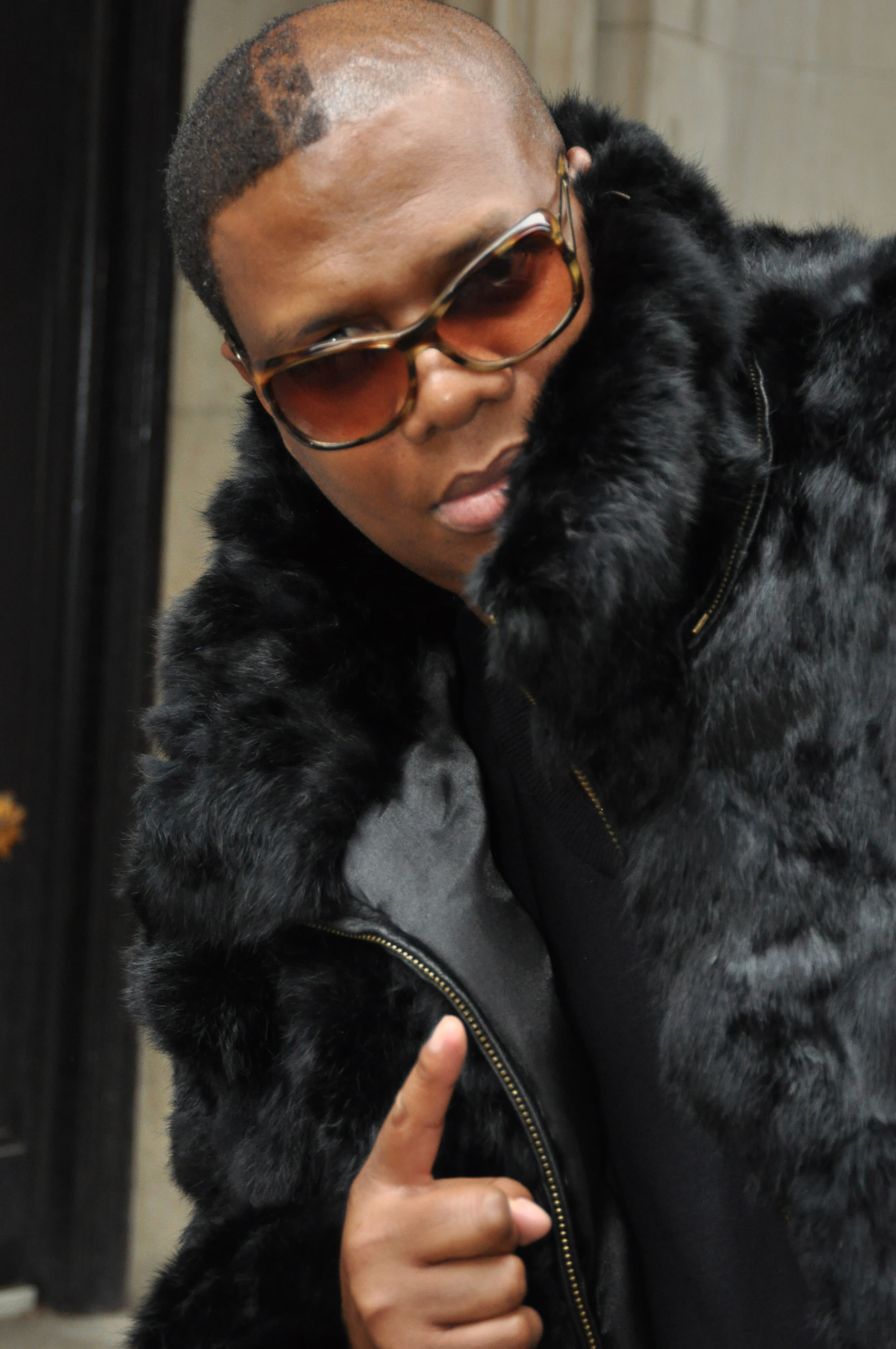
Reggae-Sänger The Mad Stuntman (Mark Quashie) aus Trinidad und Tobago (2014)

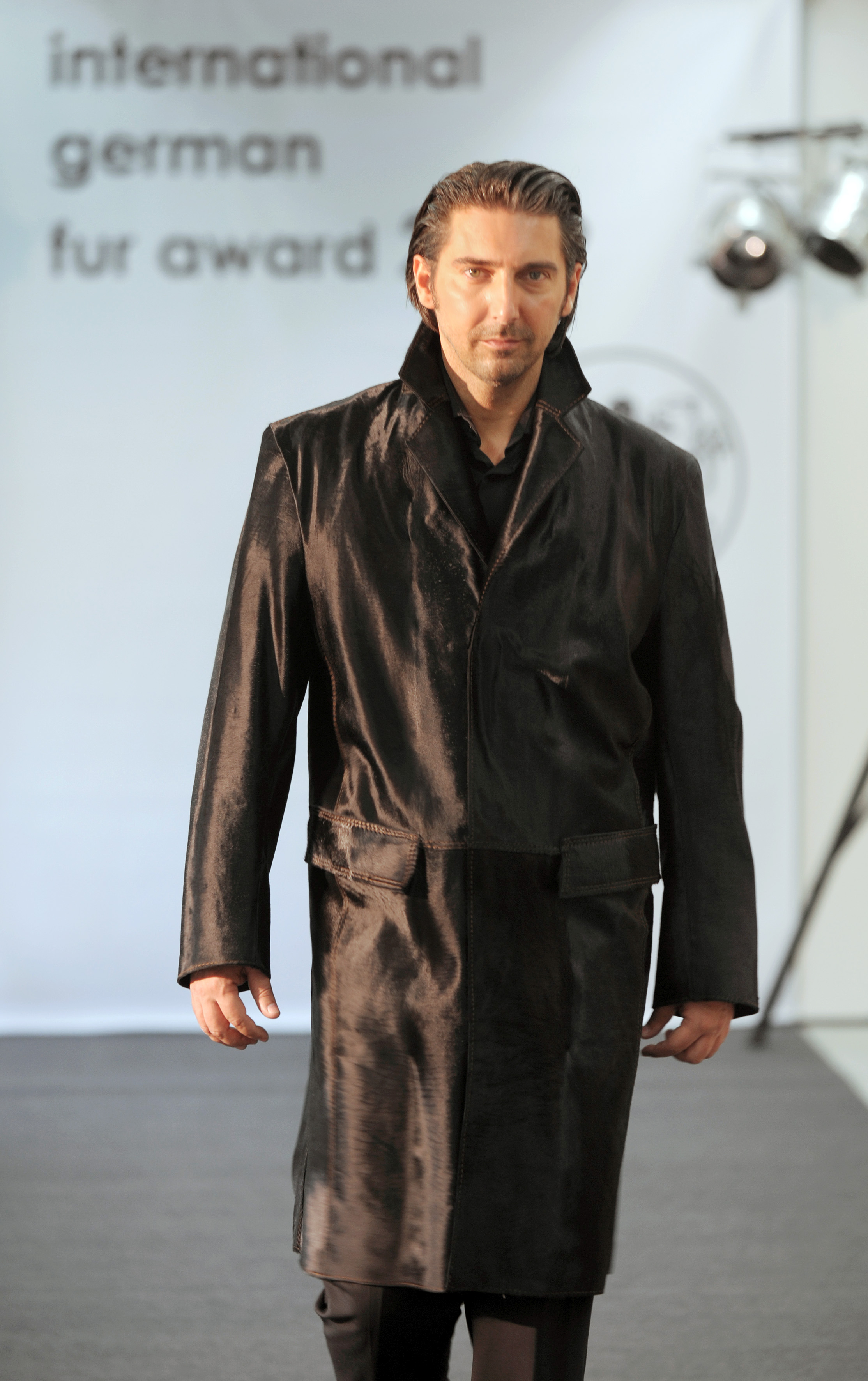
Kalbfellmantel (2009)

Um 1978 war der auffällige, oft mächtige Männerpelz, zu dessen Tragen einiges Selbstbewusstsein oder mindestens ein entsprechend kaltes Wetter gehörte, langsam verschwunden. In den Kollektionen der wichtigsten Hersteller tauchte nur noch vereinzelt ein Teil auf. Die Pelzdesigner versuchten, ihre Modelle mehr auf das Leben des Verbrauchers abzustimmen: „Der Herrenpelz muss wie ein zufällig angezogenes Kleidungsstück wirken“ (Giovanni Bin). 1982 setzte erneut eine Diskussion ein, wie der Herrenpelz erfolgreich in die Geschäfte zurückgebracht werden könnte. Ferrè: „Der Pelz? Seine Verwendung scheint mir denkbar, um ganz funktionale Kleidungsstücke zu erhalten, die ganz anders weit entfernt von dem narzisstischen Bild des Herrn im Pelz der 60er Jahre sind […]“. Giorgio Armani: „Es ist nicht einfach, Pelz zu tragen, es ist eine bestimmte Größe dazu erforderlich und vor allem eine unbefangene Art, so, als wenn man eine Lederjacke tragen würde“. Ferré und Armani waren sich einig, dass zum Pelz ein passendes äußeres und klimatisches Umfeld gehört, wie beispielsweise in den Wintersportorten. Entsprechend stattete die Nerzzüchtergemeinschaft Saga die österreichischen Wettkämpfer der Winterolympiade 1980 mit sportlichen Nerzblousons aus. Drei Olympiaden später, 1992, lief die dänische Olympiamannschaft im französischen Albertville in Seehundjacken ins Stadion ein. Die Dänen warben damit für die von der Seehundjagd lebenden grönländischen Ureinwohner, allerdings für Europa weitgehend erfolglos.
Nachdem auch der Waschbär-Männerpelz Anfang der 1980er Jahre wieder einmal zurückgekehrt war – gehäuft sichtbar in den Wintersportorten und bei Eishockey-Veranstaltungen – nahm die Bedeutung des Herrenpelzes seit Ende der 1980er Jahre allgemein in der Mode allmählich ab. Durch warme Winter und durch Antipelzkampagnen verstärkt erforderte es immer mehr Selbstbewusstsein, einen Pelz zu tragen, auch wenn der Träger die teils radikalen Ansichten der Pelzgegner nicht teilte. Im Winter 2017/2018 sah man sehr viel Langhaarfell als Kragen oder Kapuze, ansonsten war das Fell beim Mann in Mitteleuropa fast vollständig nach innen verschwunden, als Mantel- oder Jackenfutter oder als Velours- oder Nappapelz.

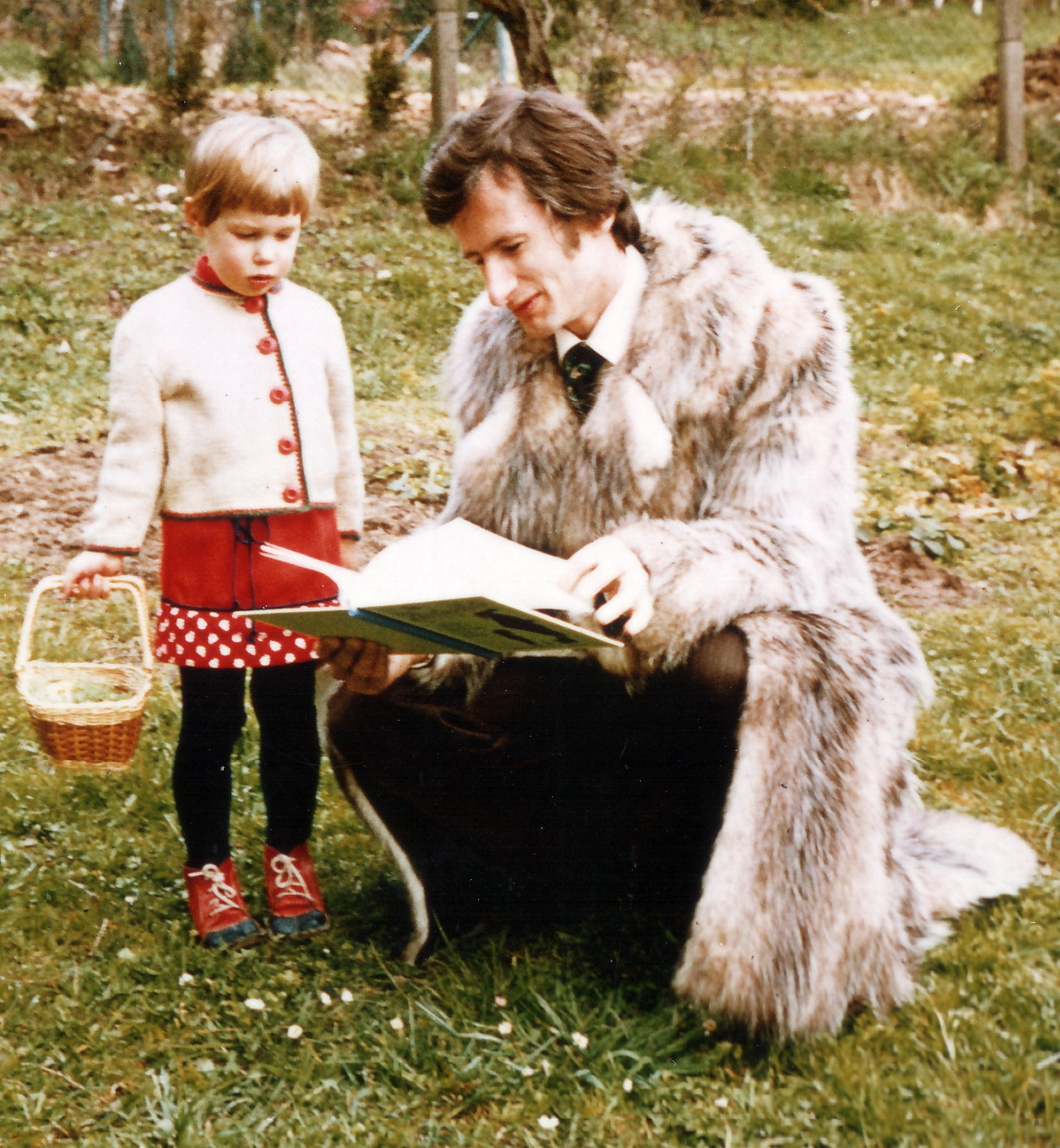
Opossumfell (1977)
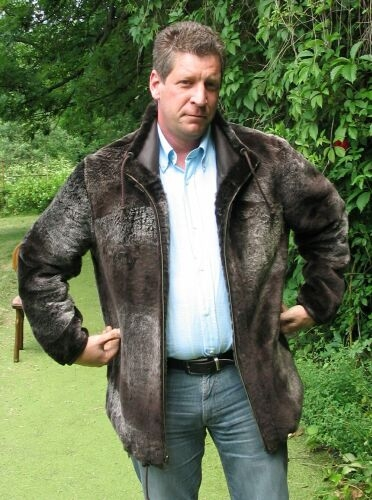
Lammfell (1985)
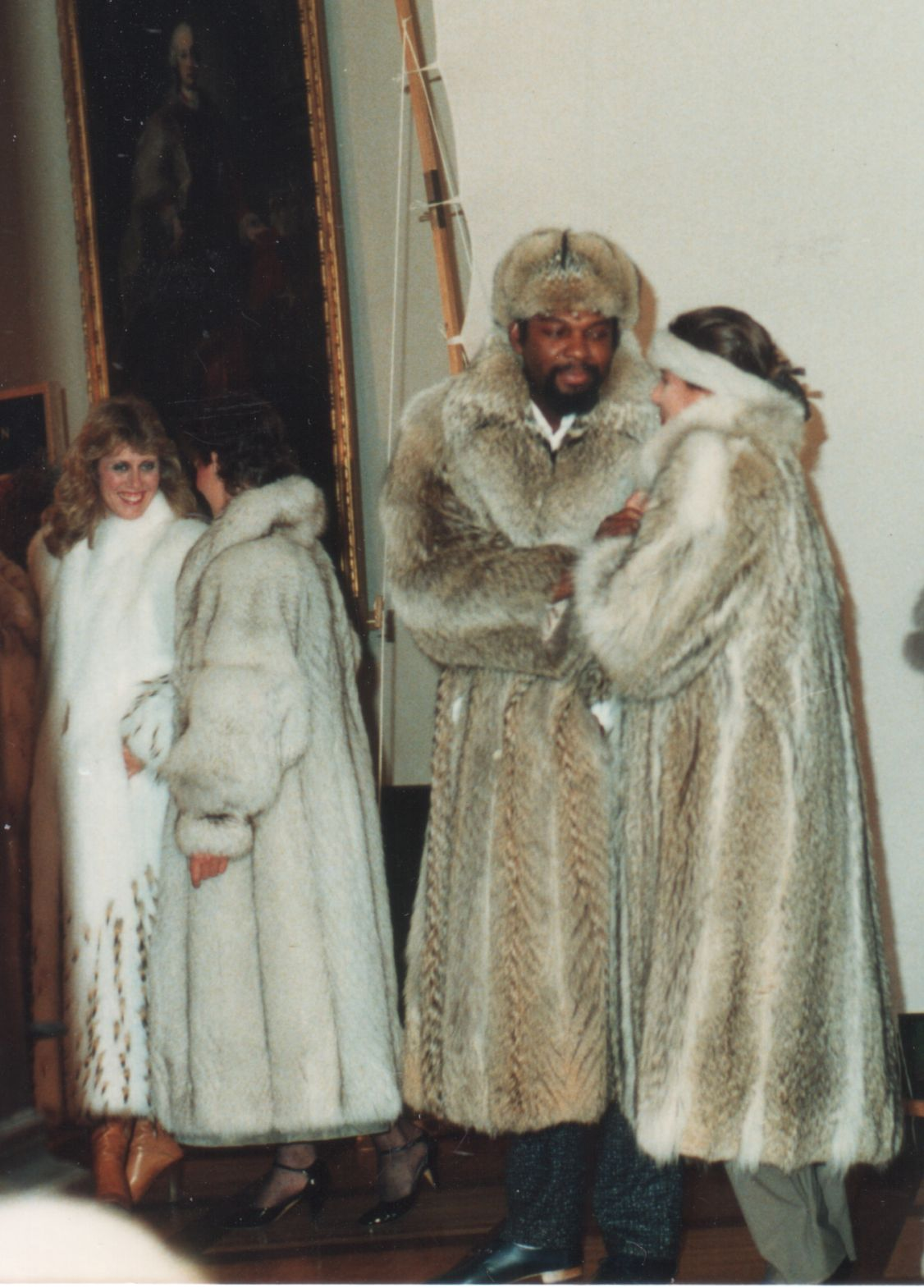
Coyotenfell (1986)
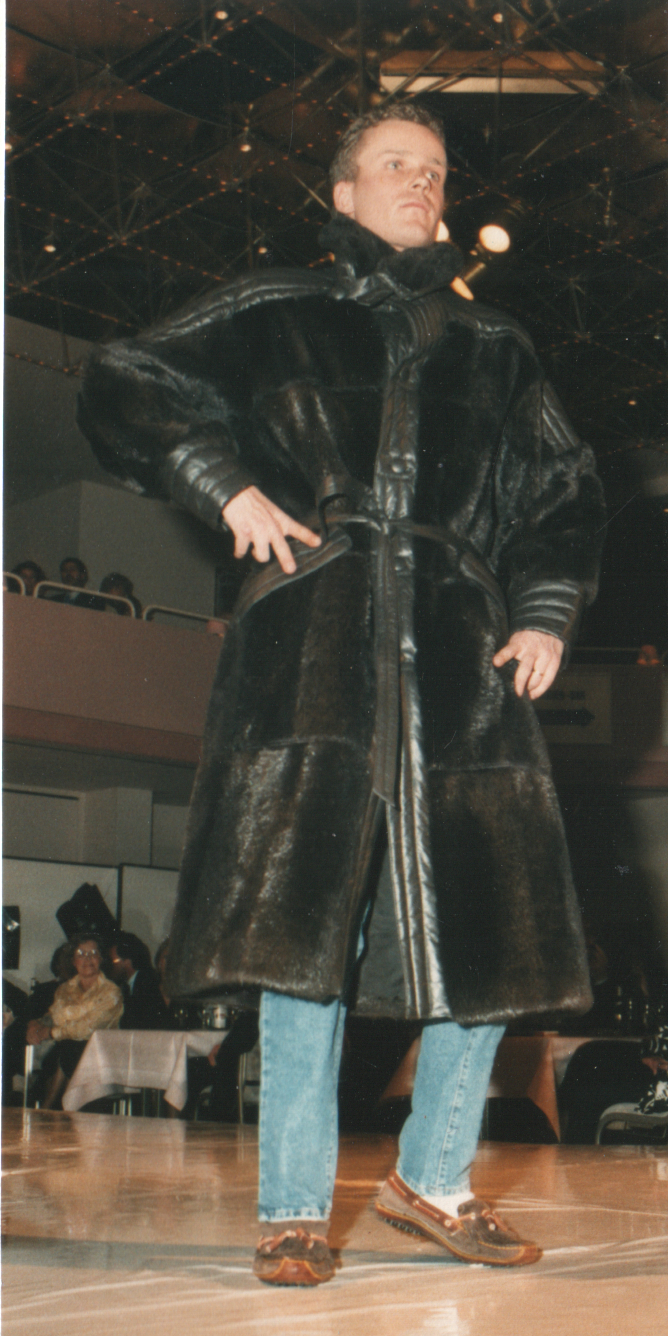
Nutriafell (1987)
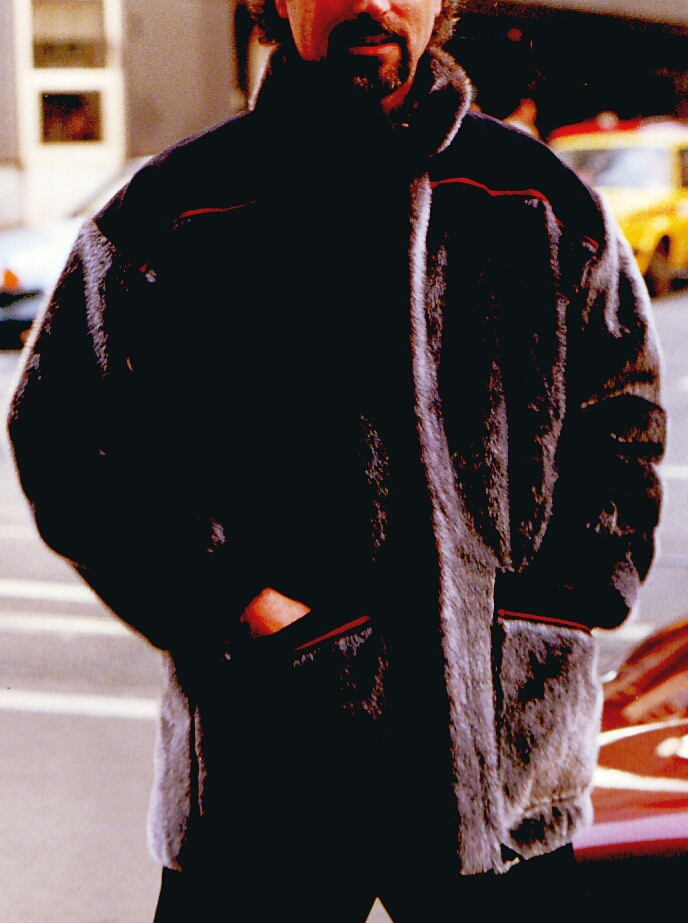
Olympiajacke Albertville (1992)
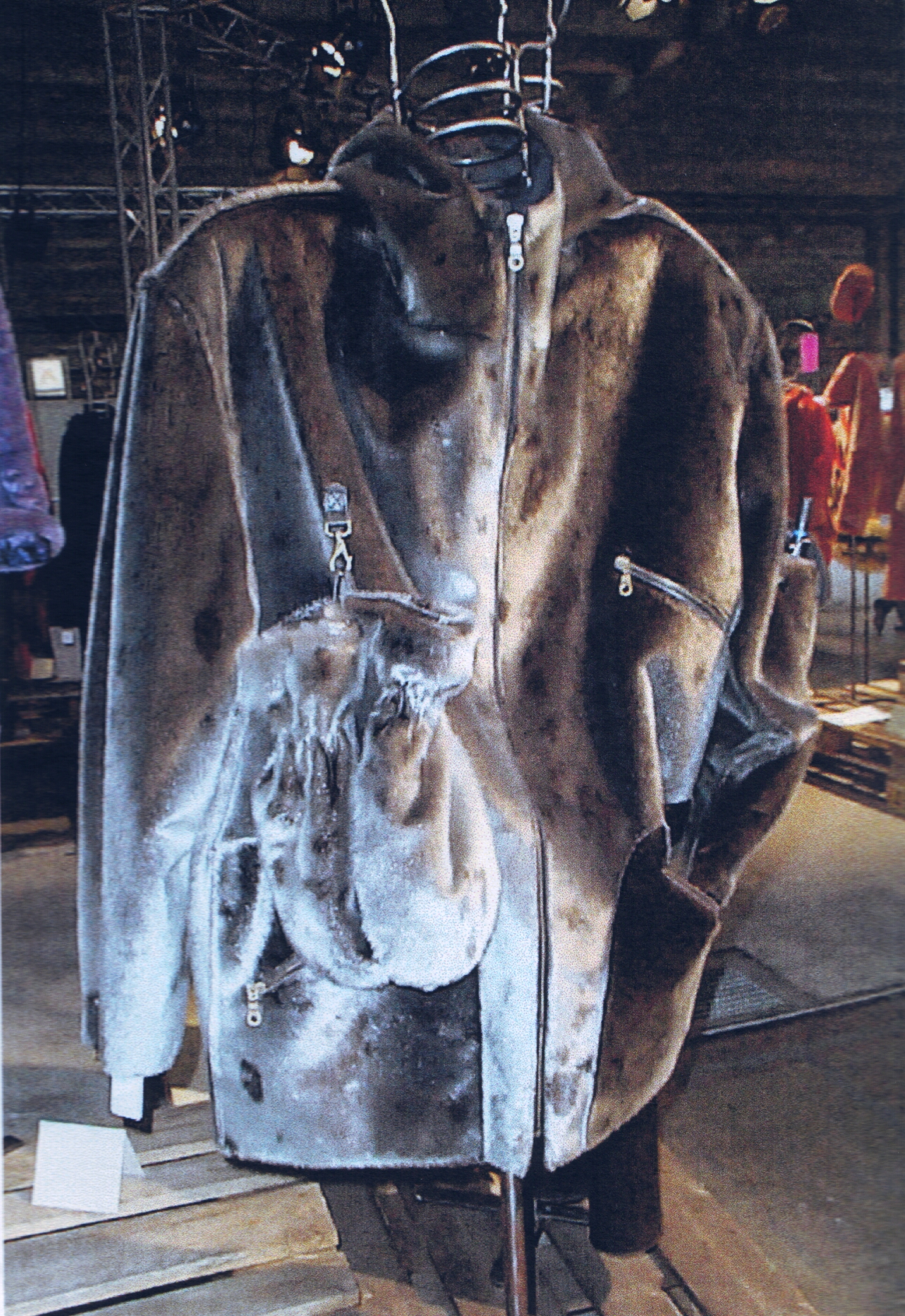
Seehundfell (2000)
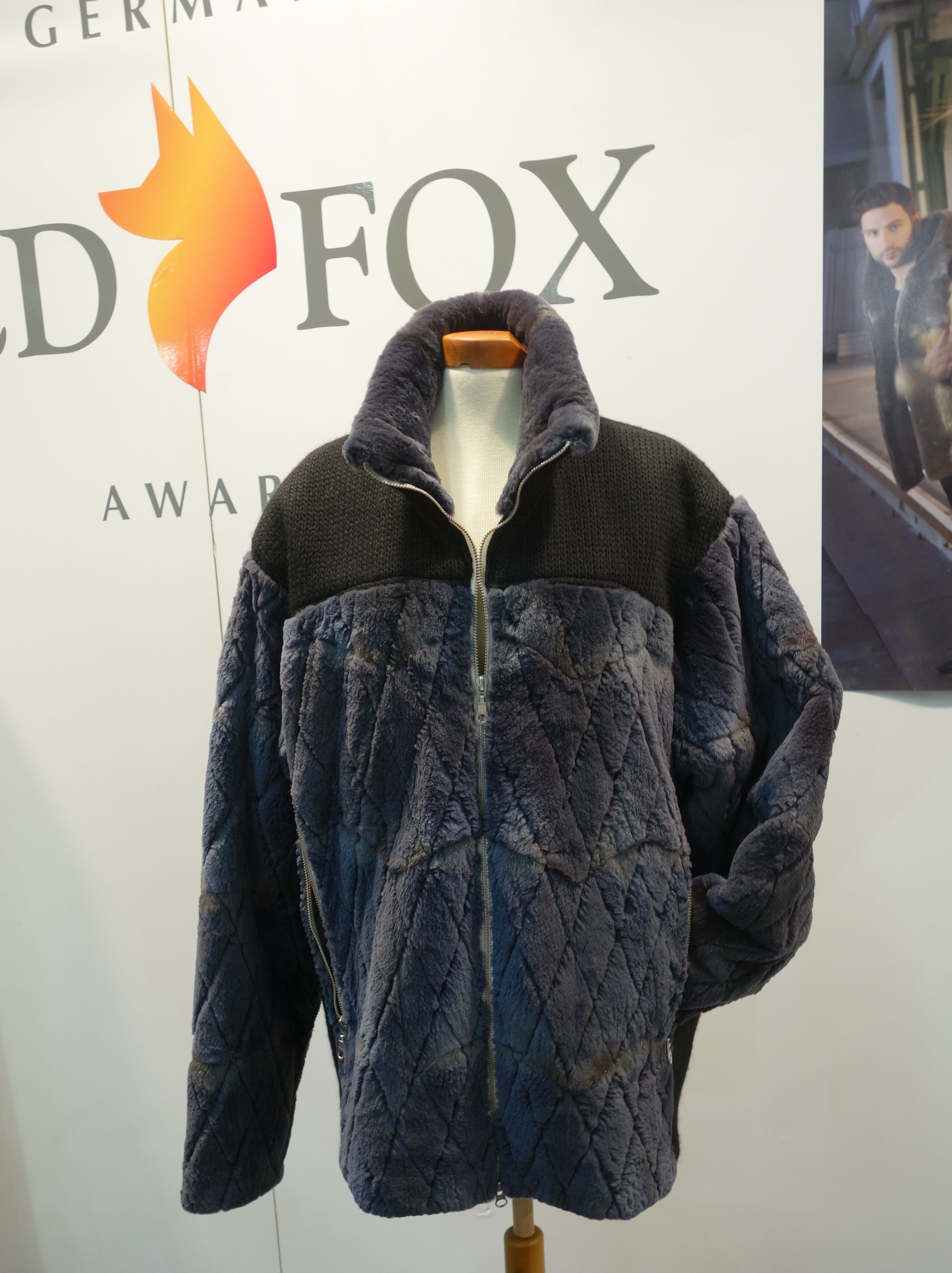
Rotfuchsfell, gefärbt und geschoren (2016)

### Innenpelz und Besatz

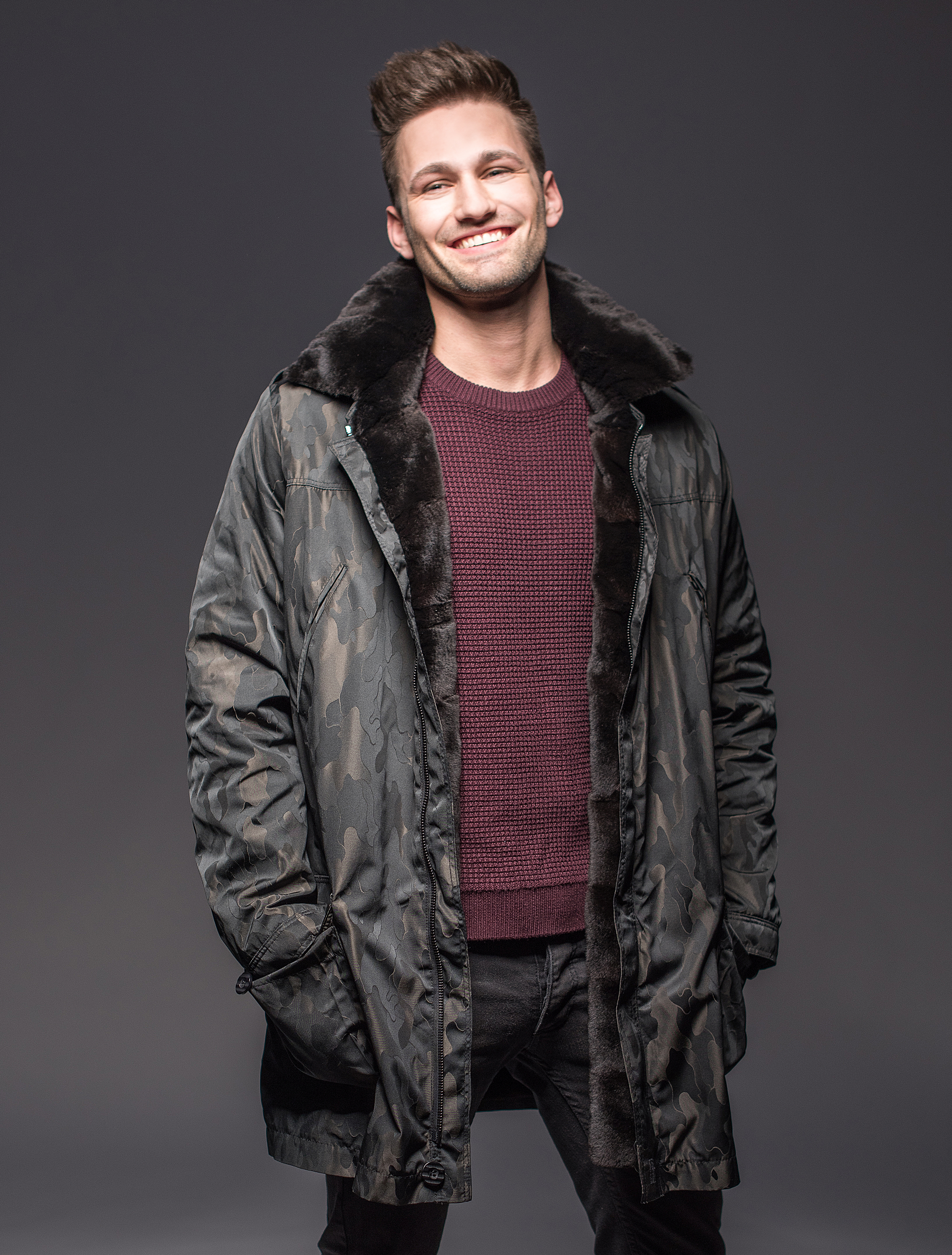
Herrenjacke mit Samtnerzfutter
(Bern, 2016)

Während des Mittelalters war der Pelz ein Statussymbol der gehobenen Stadtbevölkerung, der zu jeder Jahreszeit getragen wurde. Kaufherren, Bürger und Handwerker besaßen eine pelzgefütterte Heuke oder einen Tappert (auch Houppelande), aus denen dann die Schaube weiterentwickelt wurde.
Pelzgefütterte Männerkleidung war in den gehobeneren Ständen im 12. Jahrhundert und auch früher gebräuchlich. Der auffällige Unterschied, den Pelz betreffend, bestand vor allem in der Art und der Breite, in dem er sichtbar gemacht wurde. Offenbar wurde der Pelz häufiger so üppig und protzend gezeigt, dass eine Kleidervorschrift aus Speyer 1356 einschränkend bestimmte: „Ez sol auch ir deheine keinen rock oder mantel bremen oder dragen gebremet mit beltzwerke, buntwerke - - - breiter denne zweier twerchvinger breit, oben und niht under, wanne unden sol kein rock oder mantel gebremet sin“.
An der Schecke, dem kurzen, den Körper nachbildenden Männerrock des 14. Jahrhunderts, sieht man keine Pelzverbrämungen. Zum Ende des Jahrhunderts erschien eine stoffreichere Gewandform, der Tappert, der wieder reichlich mit Pelz gefüttert und verbrämt war. Besonders elegante Tapperte waren für die französisch-niederländische Mode kennzeichnend, die tonangebend für die übrige Mode Europas war.
Der Übermantel der Pelzfutter veränderte sich jeweils entsprechend der Bekleidungsmode. Im 13. Jahrhundert war es vor allem ein lang herabfallender, ärmelloser Schnurmantel, im 14. Jahrhundert wurde er langsam ersetzt durch einen an den Seiten offenen Umhängemantel mit einem breiten Überfallkragen aus dem gleichen Pelz wie das Futter. Im Mittelalter und den anschließenden Jahrhunderten überwog das verbrämte und pelzgefütterte Gewand, reine Pelzbekleidung war verhältnismäßig selten, im modischen Bild ist sie kaum zu finden. Vor allem war es ein ärmelloser Mantel, der mit Pelz verbrämt und gefüttert wurde, etwa ab dem 12. Jahrhundert wird ein Pelzfutter bisweilen sichtbar. Im 13. Jahrhundert war der Stoff überwiegend einfarbig, die früheren Verzierungen durch Stickereien, Perlen und Schmucksteine fehlten, wenn der Mantel gefüttert oder besetzt war. Aus dem frühen 14. Jahrhundert findet man auf Abbildungen eine modische Abwandlung, den Gugel, eine Kragenkapuze, bei der das Pelzfutter zur Geltung kommt (z. B. im Codex Manesse).
Im frühen 13. bis 14. Jahrhundert trugen Männer und Frauen gleichermaßen als pelzgefütterte und verbrämte Obergewänder vor allem das Surkot oder die Suckenie, ein ärmelloses Oberkleid mit weiten seitlichen Ausschnitten für die Arme, das über den Rock oder das Kleid gezogen wurde. An den häufig vorhandenen Schlitzen und an den Ärmelausschnitten war der Pelz sichtbar.
Besonders die Tracht der ersten Hälfte des 16. Jahrhunderts neigte zur Üppigkeit und war damit für Pelzbesätze hervorragend geeignet. Am deutlichsten zeigte es sich bei der Schaube, dem männlichen Obergewand. Der Pelz war jetzt nicht nur ein schmaler rahmender Besatz wie noch bei der Heuke oder beim Tappert, sondern wurde zum breiten, ausladenden Schulterkragen. Durch die weitgeöffnete Schaube sieht man auf alten Gemälden das prächtige Pelzfutter, das oft noch aus den Ärmelschlitzen hervorschaut. Mengenmäßig betrachtet war vielleicht nicht mehr Pelz sichtbar, als etwa an den umfangreichen Hängeärmeln der Houppelande des 15. Jahrhunderts. Jedoch ergab der Zuschnitt der meist nur bis zu den Knien reichenden Schaube eine Kleidung, die „kaum je wieder so dekorativ und würdeverleihend zur Geltung kam wie hier“. In der zweiten Hälfte des 16. Jahrhunderts wurde die Schaube von der kleineren Harzkappe oder dem spanischen Mäntelchen, auch spanische Kappe genannt, verdrängt.
Bis zur europäischen Renaissance war Mode immer ein aristokratischer Luxus nur für die hochgeborenen Stände und Personen in hoher gesellschaftlicher Position, einschließlich der kirchlichen Würdenträger. Dies änderte sich allmählich, als eine neue Klasse von Händlern zu Wohlstand gelangte. Einen wesentlichen Umschwung brachte Ende des 18. Jahrhunderts die Französische Revolution und die industrielle Revolution des 19. Jahrhunderts.
Marder- und Zobelfell waren das ganze Mittelalter über besonders geschätzte, wertvolle Pelzarten. Feh wurde zeitweilig sehr bevorzugt. Seltener genannt wurden Iltis und Wiesel. Weiter wurden in der Literatur der Zeit erwähnt: Hasenfell, Lamm und Fuchs, als Besatz auch Luchs und Biber. Das sehr beliebte Hermelinfell, im frühen Mittelalter auch auf Abbildungen von Minnesängern zu sehen, war später dem Fürstentum und dem Klerus vorbehalten, bei öffentlichen Auftritten als Statussymbol fast immer gebraucht von Königen, Kaisern und Päpsten.
Während die Damenpelzmode im 20. Jahrhundert, auch durch die Möglichkeit neuer Pelzveredlungen, sich immer mehr entfaltete und den Übergang zur reinen Pelzbekleidung erlebte, blieb die Herrenmode nicht nur in ihren Grundzügen konservativ, in der Verwendung von Pelz wurde sie sogar weit dezenter und zurückhaltender, als sie es noch im 19. Jahrhundert war. Besonders in der ersten Hälfte des 19. Jahrhunderts war der Herrenpelzmantel und gelegentlich auch der Herrenrock noch mit Pelz umrundet, auch mochte man den pelzgefütterten Hausrock. Im 20. Jahrhundert sah man am Herrenmantel von außen nur noch den kleiner gewordenen Pelzkragen, das Pelzfutter kam höchstens noch am Mantelschlitz zum Vorschein. Sehr wichtig für den Herren wurde der Gehpelz, zunehmend in Mode kam der kurze, pelzgefütterte Sportpelz. Hinzu kamen eher praktische Lederjacken, meist mit Lamm gefüttert. Bei Überlandfahrten im offenen Wagen war Anfang des 20. Jahrhunderts ein weiter, mächtiger Reisepelz, meist mit ungefärbtem Waschbärfell ausgestattet, sehr geschätzt. Mitte des 20. Jahrhunderts galt er „fast nur mehr als Symbol der Postkutschenzeit“, war „aber immer noch nicht gänzlich verschwunden. Auch die ehemaligen Hof- und Herrschaftskutscher trugen ihn, oder ähnliche Gebilde“.
Der Gehpelz war mit Nutria, Bisam oder Genotte oder anderen, entsprechenden Pelzfuttern ausgefüttert. Ein Kragen aus Natur- oder Sealotter, Persianer usw. gehörte dazu. Dies war die vornehmere Variante, das Sakko wurde mehr bei beruflicher Tätigkeit getragen. Der Autopelz war schwerer und meist mit Lammfell gefüttert, dem eine neue Pelzveredlung zu besonderem An- und Aussehen verholfen hatte. Im Jahr 1949 wurde im österreichischen „Pelzlexikon“ darauf hingewiesen, dass die Zahl der für die Fütterung inzwischen zur Verfügung stehenden Felle ungemein groß geworden war, wozu die Pelzveredlung einen großen Teil beigetragen hatte. Als „eines der besten, vornehmsten und auch kostbarsten“ Futter galt der Nerz. Dann folgten Nutria, Iltis, Bisam, Feh, Lyraskunks, Hamster, Katzen, Kanin und die verschiedenen Lammarten, daneben noch die Fellstückenfutter.
Zusammenfassend kann gesagt werden, seit dem Mittelalter bis zur Gegenwart wurden die verschiedenen Formen der Winteroberbekleidung für Männer auch mit einem Pelzfutter und vielleicht auch einem Pelzbesatz versehen angeboten, oder konnten vom Kürschner nachträglich mit Fell ausgefüttert und besetzt werden.

## Pelzfutter im Herrscherornat
Auch Standes-, Amts- und Würdetrachten sind einmal aus der Modetracht hervorgegangen und dann zu festen Formen erstarrt oder typisiert, in denen sie einen nur begrenzten Modewandel mitmachen. Ihrem überindividuellen, Amt, Stand oder Würde versinnbildlichenden Charakter entsprechend wurden Beschaffenheit, Zusammenstellung und Zuschnitt im Laufe der Zeit genau festgelegt. Dies betraf auch den Pelz, der jeweils verwendet wurde.

Siehe dazu 

## Pelzfutter in militärischer Uniform und in Kriegskleidung
Pelz für die militärische Winterbekleidung war immer von wichtiger Bedeutung. Kriegerische und zivile Tracht waren zeitweise kaum zu unterscheiden.

Siehe dazu: 